# A Narancs az új fekete epizódjainak listája
Ez a lap a Narancs az új fekete című amerikai televíziós sorozat epizódjait tartalmazza.

## Évados áttekintés
| Évad | Évad | Részek száma | Részek száma | Eredeti sugárzás | Eredeti sugárzás | Eredeti adó      | Magyar sugárzás  | Magyar sugárzás | Magyar adó |
| Évad | Évad | Részek száma | Részek száma | Évadbemutató     | Évadzáró         | Eredeti adó      | Évadbemutató     | Évadzáró        | Magyar adó |
| ---- | ---- | ------------ | ------------ | ---------------- | ---------------- | ---------------- | ---------------- | --------------- | ---------- |
|      | 1.   | 13           | 13           | 2013. július 11. | 2013. július 11. |                  | 2016. január 6.  | 2016. január 6. |            |
|      | 2.   | 13           | 13           | 2014. június 6.  | 2014. június 6.  | 2016. január 6.  | 2016. január 6.  |                 |            |
|      | 3.   | 13           | 13           | 2015. június 11. | 2015. június 11. | 2016. január 6.  | 2016. január 6.  |                 |            |
|      | 4.   | 13           | 13           | 2016. június 17. | 2016. június 17. | 2016. június 17. | 2016. június 17. |                 |            |
|      | 5.   | 13           | 13           | 2017. június 9.  | 2017. június 9.  | 2017. június 9.  | 2017. június 9.  |                 |            |
|      | 6.   | 13           | 13           | 2018. július 27. | 2018. július 27. | 2018. július 27. | 2018. július 27. |                 |            |
|      | 7.   | 13           | 13           | 2019. július 26. | 2019. július 26. | 2019. július 26. | 2019. július 26. |                 |            |

## Epizódok

### Első évad (2013)
| Sor. | Év. | Cím                                             | Rendező            | Író                          | Premier                          |
| --- | --- | ----------------------------------------------- | ------------------ | ---------------------------- | -------------------------------- |
| 1. | 1.  | Nem álltam készen (I Wasn't Ready)              | Michael Trim       | Liz Friedman és Jenji Kohan  | 2013. július 11. 2016. január 6. |
| Piper Chapman, akit egy tíz évvel korábban elkövetett bűncselekmény miatt 15 hónap börtönre ítélnek, bevonul a Litchfield börtönbe. Vőlegénye támogatja őt, ahogy Sam Healy is, a börtön nevelője, aki tippeket ad neki, hogyan élhet túl. Piper igyekszik felvenni a ritmust és elsajátítani a benti szokásokat. Néhány rabbal össze is barátkozik, köztük Nicky Nichols-szal, aki heroinfüggő volt. Akaratán kívül megsérti Redet, a konyha mindenható urát, aki bosszúból véres tampont rak az ebédjébe. Később rájön arra is, hogy Alex Vause, a bűntársa és egykori szeretője is ugyanebben a börtönben van. Az egyik új rabot, Daya Diazt a szintén bebörtönzött anyja, Aleida fogadja. Visszaemlékezésekben láthatjuk Piper bűnelkövetésének körülményeit, ahogy arról a családjának beszél, és vőlegénye, Larry lánykérését is. |     |                                                 |                    |                              |                                  |
| 2. | 2.  | Mellbevágó (Tit Punch)                          | Uta Briesewitz     | Marco Ramirez                | 2013. július 11. 2016. január 6. |
| Red utasítására Pipert elkezdi éheztetni a konyhai személyzet, ezért megpróbál találni valami elfogadható bocsánatkérést. Alex ételt akar neki csempészni, de nem fogadja el. Egyik rabtársa, az őrült Suzanne Warren segít neki elkészíteni egy különleges krémet, amivel Red kenegetheti a fájós hátát, és ez végül beválik. Suzanne később rámozdul Piperre. Ezalatt a konyhai fagyasztó elromlik, Red pedig sikeresen győzi meg Healyt, hogy vegyenek egy újat. Daya összebarátkozik Bennettel, az egyik börtönőrrel. Visszaemlékezésekben láthatjuk, ahogy Red próbál összebarátkozni jó kapcsolatokkal rendelkező orosz üzletemberek feleségeivel. Összevitatkozik velük, és egy ütés miatt az egyikük szilikonimplantátuma megsérül - mivel nincs pénzük megtéríteni a kárt, Red és a férje kénytelenek kis titkos csomagokat őrizgetni a maffiózók utasítására. |     |                                                 |                    |                              |                                  |
| 3. | 3.  | Szapphói elutasítás (Lesbian Request Denied)    | Jodie Foster       | Sian Heder                   | 2013. július 11. 2016. január 6. |
| Piper barátnője, Polly nagyobb szerepet vállal a szappankészítő üzletben. Suzanne először csak romantikus tippeket ad Pipernek majd közös ágyat szeretne vele, ezért udvariasan próbálja őt visszautasítani. Végül Miss Claudette-tel kerül egy szobába, aki egy rendkívül pedáns, és egyben magának való rab. Suzanne szándékosan provokálni kezdi őt, amikor a tiszta padlójára vizel. A transznemű fogvatartott Sophia Burset ösztrogénadagját megvonják, a börtön pénzügyi helyzete miatt. A feleségét, Crystalt próbálja megkérni, hogy csempésszen be neki tablettákat, de ő megtagadja. Visszaemlékezésekben láthatjuk, hogy küzd meg Sophia családja a nemváltással. Sophiát végül csalásért tartóztatják le, mert így próbált pénzt szerezni a nemátalakító műtétjére. |     |                                                 |                    |                              |                                  |
| 4. | 4.  | Képzelt ellenségek (Imaginary Enemies)          | Michael Trim       | Gary Lennon                  | 2013. július 11. 2016. január 6. |
| Healy a barkácsszakkörre küldi Pipert. Miután eltűnik egy csavarhúzó, a személyzet égre-földre keresni kezdi, nehogy valaki fegyverként használja. Egy korrupt fegyőr, George Mendez zaklatni kezdi Pipert az ellenőrzéskor, aki rájön, hogy véletlenül nála maradt az eszköz. Miss Claudette segítségét kell kérnie, hogy meg tudja oldani a helyzetet. Eközben Tricia Miller nem szeretné, hogy a barátnője, Mercy szabaduljon, ezért drogokat rejt az ágyába, de Claudette végül meggyőzi, hogy nem vonhatja meg a másik ember jogát a szabadsághoz. Közben Healy tájékoztatja Claudette-tet arról, hogy újranyithatnák az ügyét, ám ő ezt elutasítja. Csak miután levelet kap egy régi ismerősétől, Baptiste-től, gondolja meg magát. Visszaemlékezésekben látható, ahogy Miss Claudette egy illegális takarítónői szolgálatot üzemeltet, és azért tartóztatják le, mert megölt egy embert, aki szexuálisan zaklatta az egyik dolgozóját. |     |                                                 |                    |                              |                                  |
| 5. | 5.  | Csirkeüldözés (The Chickening)                  | Andrew McCarthy    | Nick Jones                   | 2013. július 11. 2016. január 6. |
| Piper meglát egy csirkét a börtön futókörénél. Mikor megemlíti a többieknek, Red azonnal közli, hogy jutalmat ajánl fel annak, aki megfogja. Larry felfedezi, hogy Alex dobta fel Pipert a hatóságok előtt, de hogy ne zaklassa fel, inkább titokban tartja. Piper telefonálhatna, de inkább a csirkét próbálja elkapni. Lorna Morello befejezi szexuális kapcsolatát Nickyvel. Sophia ezúttal Ingalls nővértől próbál ösztrogéntablettákat szerezni, sikertelenül. A kápolnában leszakad a födém, miután Pennsatucky egy túl nehéz keresztet akar felfüggeszteni. Az egyik börtönőr, Bennett és Daya érdeklődni kezdenek egymás iránt - Aleida azt tanácsolja a lányának, hogy udvaroljon inkább egy olyan őrnek, aki szívességeket tud neki tenni. Visszaemlékezésekben látható, ahogy Aleida és a férje, César egy drogterjesztő hálózatot üzemeltetnek, miközben pénzügyi gondokkal küzdenek. Miután letartóztatják Aleidát, Dayának kell átvenni a helyét, minden téren. |     |                                                 |                    |                              |                                  |
| 6. | 6.  | A tanács (WAC Pack)                             | Michael Trim       | Lauren Morelli               | 2013. július 11. 2016. január 6. |
| Piper egész más szemmel kezd el nézni Alexre, most, hogy azt hiszi, nem ő dobta fel. Larry belelegyezik, hogy ír egy újságcikket Piperről. Healynek elege van abból, hogy a rabok folyton hozzá járnak a problémáikkal, ezért elhatározza, hogy belső tanácsot alakíttat velük. Red bátorítja Morellót, hogy induljon a választáson, ami felzaklatja Nickyt, mert azt hitte, hogy ő Red jobbkeze. Healy felkéri Pipert is, aki nemet mond Healy mégis rárakja a nevét a listára. Az őrök egy mobiltelefont kezdenek el keresni, amit Piper a vécé falában találnak meg. Mendez börtönfalakon belül történő drogterjesztését egyre jobban elnehezítik az állandó ellenőrzések. Új, barátságos börtönőr érkezik Susan Fischer személyében. Daya orálisan kielégíti Bennettet, és felfedezi, hogy műlába van. Visszaemlékezésekben látható Nicky és az anyja közti feszültség, és hogy Red milyen jótékony hatással volt Nicky drogproblémájára. |     |                                                 |                    |                              |                                  |
| 7. | 7.  | Mázas fánk (Blood Donut)                        | Matthew Penn       | Sara Hess                    | 2013. július 11. 2016. január 6. |
| A csavarhúzós incidens során Janae Watson konfliktusba került az őrökkel, ezért magánzárkába csukták, ahonnan most szabadul. Rájön, hogy Pipernél volt a csavarhúzó és ezért őt hibáztatja, ám Piper rávilágít, hogy nem miatta került oda, ahova. Taystee a közelgő feltételes szabadlábra bocsátási tárgyalására készül, Mendez pedig Redet próbálja rászedni, hogy szálljon be a drogbizniszbe, sikertelenül. Pennsatucky, aki azért akar bekerülni az újonnan megválasztandó tanácsba, hogy új fogakat csináltasson magának, feldühödik, amikor Pipert választják be helyette. Piper odaadja Healynek az általa talált telefont, ha cserébe újra kinyittatja a bezárt futókört. Mivel Healy nem akar ebbe belemenni, ezért Piper Fischert győzi meg, ami imponál Janae-nek. Visszaemlékezésekben láthatjuk, hogy Janae Watson korábban jó tanuló volt, beilleszkedési gondokkal. Egy alkalommal egy férfi rászedte, hogy raboljanak ki együtt egy boltot - őt cserbenhagyta utána, a rendőrök pedig elfogták. |     |                                                 |                    |                              |                                  |
| 8. | 8.  | Ruszki szamár (Moscow Mule)                     | Phil Abraham       | Marco Ramirez                | 2013. július 11. 2016. január 6. |
| Járvány tör ki a börtönben. Larry cikke megjelenik nyomtatásban, ami Piper szerint sok pontatlanságot tartalmaz. Healy is elolvassa, aki ettől hirtelen hűvösen kezd el vele viselkedni. felfedezve az Alexszel való kapcsolatát. Piper és Alex próbálják megjavítani a szárítógépet, és közben flörtölnek egymással - Pennsatucky bosszúból bezárja Alexet a szárítóba. Polly megszül, Tricia drogelvonóra megy, Caputo pedig arra utasítja Mendezt, hogy nyomozza ki, miként kerültek drogok a börtönbe. Nicky kérése ellenére Red azonnal feldobja Triciát, akit magánzárkába visznek. Bosszúból Nicky tájékoztatja Mendezt, hogy Red különleges utakon keresztül csempész be holmikat a börtönlakóknak. Taystee-t szabadlábra helyezik, Daya felfedezi, hogy terhes, és hogy Bennett az apa. Visszaemlékezésekben láthatjuk, ahogy Red egyre feljebb mászik a bűnözői ranglétrán. |     |                                                 |                    |                              |                                  |
| 9. | 9.  | Hálab*szás (Fucksgiving)                        | Michael Trim       | Sian Heder                   | 2013. július 11. 2016. január 6. |
| Mendez felhasználja Red hálózatát a drogcsempészethez, ám mikor Red lehúzza a cuccot a börtönben, Mendez bosszúból belevizel a hálaadásra készített mártásba. Penntasucky és Alex összecsapnak a homoszexualitásról és vallásosságról alkotott nézeteik miatt. Taystee szabadulóbuliján Piper és Alex szenvedélyesen táncolnak, ami miatt Penntasucky nekik esik, Healy pedig ezt megtudva magánzárkába küldi Pipert. Csak Caputo utasítására engedik ki. Larry találkozik Maury Kinddal, egy rádióssal. Crystal elmondja Sophiának, hogy szerelmes lett, amire Sophia végül az áldását adja. Daya elhatározza, hogy megtartja a gyereket. Mikor Taystee szabadul, észreveszi, hogy eltűnt a korábbi ellátóhálózata. Piper és Alex egymásnak esnek, miközben Healy értesíti Larryt Piper leszbikus viszonyáról. Visszaemlékezésekben láthatjuk Alex fiatalkorát, kapcsolatát az anyjával, és első találkozását az egykori rocksztár apjával, valamint a droghálózatba való beszervezését. |     |                                                 |                    |                              |                                  |
| 10. | 10. | Bora Bora Bora (Bora Bora Bora)                 | Andrew McCarthy    | Nick Jones                   | 2013. július 11. 2016. január 6. |
| Piper nem tudja utolérni Larryt, pedig megtudja a bátyjától, Caltől, hogy rádióinterjúra készül. Bennett megtudja, hogy Daya teherbe esett, és emiatt bepánikol, mert tudja, hogy ennek következményei lehetnek. Diákok érkeznek börtönlátogatásra, akiket próbálnak a rabok ijesztgetni, ám egyikük, a tolószékes "gengszter" Dina semmitől nem rémül meg - csak attól, amikor Piper elmeséli neki, hogy a legrémisztőbb dolog a börtönben az, amikor az ember szembesül önmagával. Pennsatucky isteni sugallatra kijelenti, hogy gyógyító erővel bír, de a dolog csak addig tart, amig Piper javaslatára meg nem próbálja kirángatni Dinát a tolószékéből. Miss Claudette újra találkozik Baptiste-tal. Tricia visszatér a magánzárkából és próbálja rendezni a kapcsolatát Reddel, miközben Mendez arra próbálja rászedni, hogy terítse a drogot. Mendez megijed attól, hogy Tricia le fogja leplezni, ezért bezárja egy szekrénybe, ahol viszont a nő a nála lévő összes drogot beveszi, túladagolja magát és meghal. Mendez úgy rendezi, mintha öngyilkosság lett volna, eközben Nicky és Red, akik bűntudatot éreznek, bosszút esküsznek a börtönőr ellen. Visszaemlékezésekben láthatjuk Piper és Larry első találkozását, illetve a boltokból lopkodó Triciát, aki mindenről listát vezet, hogy az ellopott holmikat később kifizethesse. |     |                                                 |                    |                              |                                  |
| 11. | 11. | Érzelmes magas férfiak (Tall Men with Feelings) | Constantine Makris | Lauren Morelli               | 2013. július 11. 2016. január 6. |
| Tricia halálát eltussolják a börtönön belül, a rabok pedig megemlékezést tartanak. Mendeznek egyfajta bűntudata támad, ezért Bennett társaságában lerészegedik. Aleida, Daya és Red próbálják valahogy a terhességét egy fedősztorival biztosítani, ezért azt javasolják, hogy feküdjön le Mendezzel - csakhogy a férfi óvszert használ. Pennsatuckyt pszichiátriai kezelésre hurcolnák, és Piper lesz az, aki közbelép Healynél az érdekében. Ezzel a tettével Alex is közelebb kerül hozzá. Miss Claudette és Baptiste a nő esetleges szabadulásáról beszélnek. Piper és több rab meghallgatják Larry rádióinterjúját, amiben Larry sértő megjegyzéseket tesz Miss Claudette-re és Suzanne-ra, és arra is utal, hogy tud Piper leszbikus kapcsolatáról. Piper kénytelen bevallani az igazat, Larry pedig elmondja, hogy mindezt Healytől tudja, és árulásként éli meg. Mielőtt távozna, azt is felfedi, hogy nem mondott igazat, és tényleg Alex dobta őt fel. Visszaemlékezésekben látható Piper és Alex szakítása Alex anyjának halála után. |     |                                                 |                    |                              |                                  |
| 12. | 12. | Tégy bolonddá egyszer (Fool Me Once)            | Andrew McCarthy    | Sara Hess                    | 2013. július 11. 2016. január 6. |
| Caputo rajtakapja Mendezt, miközben szexel Dayával. Hogy elkerüljék a botrányt, fizetett szabadságra küldik őt. Daya elmondja Bennettnek a tervüket, ami nem igazán tetszik neki. Mendez elmeséli Bennettnek Red csempészüzelmeit, amit azonnal tovább is ad Caputónak. Piper kibékül Miss Claudette-tel, akit sajnos nem helyeznek szabadlábra. Dühében fojtogatni kezdi Fischert, ami miatt szigorított zárkába viszik. Taystee nem bírja szabadlábon az életet, ezért újra bűncselekményt követ el, hogy visszakerüljön a börtönbe. Egy újságíró nyomozni kezd Natalie Figueroánál, a börtön egyik vezetőjénél, hogy mégis miért kell költségcsökkentést eszközölni, ha nőtt a börtönnek juttatott támogatás összege. Alex bevallja Pipernek, hogy bosszúból dobta őt fel, de ezt eltitkolta előle. Larry azt kéri Pipertől, hogy azonnal jöjjön hozzá feleségül. Pennsatucky megpróbálja megtéríteni Pipert, sikertelenül, ezért bosszút forral, és azt tervezi, hogy megöli őt. Visszaemlékezésben láthatjuk, hogy Penntasucky azért került börtönbe, mert az ötödik abortuszakor a klinikán dolgozó nő beszólt neki, és ezért megölte őt. Egy abortuszellenes keresztény csoport isteníteni kezdi őt, ezért ingyenes jogi védelmet kínálnak fel neki, ő pedig ennek hatására hirtelen megvilágosodik és vallásos lesz.                      |     |                                                 |                    |                              |                                  |
| 13. | 13. | Őrületre nincs orvosság (Can't Fix Crazy)       | Michael Trim       | Tara Herrmann és Jenji Kohan | 2013. július 11. 2016. január 6. |
| Caputo Red helyett Gloria Mendozát bízza meg a menza vezetésével. Hogy visszakapja a pozícióját, Red szabotálja a konyha működését, ám ezzel csak azt éri el, hogy Gina megsérül, Norma pedig megszakítja vele a barátságot. Ezután Redet is éheztetni kezdik. Piper megmondja Alexnek, hogy Larryt választja. Larry konfrontálódik Alexszel, aki megmondja, hogy Piper kezdeményezett, és hogy az ő gyengeségei miatt nem bízik a nőben. Ezt átgondolva Larry szakít Piperrel, de már Alex is inkább Nickyvel lép viszonyra, egyedül hagyva Pipert. A karácsonyi ünnepség közben az udvaron Pennsatucky rátámad Piperre, Healy pedig bár látja mindezt, szándékosan nem avatkozik közbe. A kereszt szilánkjára erősített borotvapengével támad, és azzal sértegeti, hogy nem érdemli meg, hogy szeressék. Piper ekkor végleg elveszti a türelmét, és agyba-főbe veri Pennsatuckyt. |     |                                                 |                    |                              |                                  |

### Második évad (2014)
| Sor. | Év. | Cím                                                        | Rendező                  | Író                          | Premier                         |
| --- | --- | ---------------------------------------------------------- | ------------------------ | ---------------------------- | ------------------------------- |
| 14. | 1.  | A szomjas madárka (Thirsty Bird)                           | Jodie Foster             | Tara Herrmann és Jenji Kohan | 2014. június 6. 2016. január 6. |
| Pipert a magánzárkában ébresztik, majd anélkül, hogy megmondanák neki, hová megy, az éjszaka közepén először buszra, majd repülőre teszik. Először azt hiszi, hogy biztos megölte Pennsatuckyt, azért kerül át máshová, ám hamarosan találkozik Alexszel - mint kiderül, Alex főnökének, Kubra Baliknak az ügyében kell mindkettejüknek tanúskodni. Mivel Alex fél a bosszútól, azt kéri Pipertől, hogy hazudjon. Ugyanakkor az ügyvédje, Larry apja, éppen az ellenkezőjét tanácsolja. Mivel Alex a tárgyalás előtt még egyszer utoljára erre kéri, Piper hazudik. Később aztán megtudja, hogy Alex mindent elmondott a bíróságon, ezért őt szabadon engedték, hamis tanúzás miatt azonban Pipernek tovább kell börtönben maradnia. Visszaemlékezésekben látható Piper gyermekkora. |     |                                                            |                          |                              |                                 |
| 15. | 2.  | A színe kék, az íze piros (Looks Blue, Tastes Red)         | Michael Trim             | Jenji Kohan                  | 2014. június 6. 2016. január 6. |
| Pennsatuckyt is kiengedik a magánzárkából. Üzletet köt Healyvel: nem beszél a verekedés körülményeiről, cserébe megcsináltatják a fogait. Aleida és Gloria megpróbálnak segíteni Daya szorulásán. Red elveszíti a befolyását, miután már nem ő irányít a konyhában és a terjesztői hálózatát is elvesztette. Később az idős elítéltek fogadják be maguk közé. Taystee egy karriernapon kap lehetőséget, hogy meggyőzze a Philip Morris üzletembereit, és sikeresen is érvel. Váratlanul felbukkan Vee, aki Taystee számára valamikor anyafigura volt. Visszaemlékezésekben láthatjuk, ahogy Taystee (akkor még Tasha) örökbefogadó szülőket keres. Egy Vee nevű drogdíler veszi pártfogásába, aki hamarosan elkezdi őt felhasználni az üzelmeiben. |     |                                                            |                          |                              |                                 |
| 16. | 3.  | Csalóka ölelések (Hugs Can Be Deceiving)                   | Michael Trim             | Lauren Morelli               | 2014. június 6. 2016. január 6. |
| Taysteet felzaklatja Vee megjelenése, de Redet is, mert korábbról már ők is ismerik egymást. Piper visszatér Litchfieldbe, és egy Brook Soso nevű, idegesítően bőbeszédű rab is vele érkezik. Bennett a műlábában csempész be Dayának terhesvitaminokat. Kiderül, hogy a karácsonyi műsor közben Suzanne volt, aki dühödten megverte Pipert is, ami miatt úgy tűnt, mintha ő és Pennsatucky egyformán felelősek lennének a verekedésért. Vee elkezdi kihasználni, hogy Suzanne kívülállónak érzi magát, behálózza őt, és kezdi kiépíteni a hatalmát. Visszaemlékezésekben látható, hogy Suzanne-t mindig is különlegesként kezelték, az anyja pedig mindig meg akarta mutatni, hogy van olyan jó, mint mások. Az érettségi utáni ceremónián énekelnie kellett volna, de ugyanúgy pánikrohamot kapott, mint karácsonykor. |     |                                                            |                          |                              |                                 |
| 17. | 4.  | Új kapu nyílik (A Whole Other Hole)                        | Phil Abraham             | Sian Heder                   | 2014. június 6. 2016. január 6. |
| Nicky és Big Boo versenyezni kezdenek, hogy ki tud több nővel összejönni a börtönben. Vee felajánlja Pousseynak, hogy segít neki terjeszteni a börtönön belül a pancsolt szeszt, amit Poussey elutasít. Red felfedezi, hogy a kertben van egy elrejtett cső, ezért az üvegházban kezd el dolgozni, hogy könnyebben tudjon becsempészni holmikat. Larry és Polly kezdenek közelebb kerülni egymáshoz. Morello rájön, hogy a szerelme, Christopher, egy másik nőt vesz el. Miközben Rosát viszi rákkezelésre, útközben elmegy Christopher házához, betör, magára vesz egy fátylat és fürdőzni kezd a kádban, alig kerülve el a lelepleződést. Visszamelékezésekben látható, ahogy Morello csalóként dolgozik, és kiderül, hogy Christopher egyáltalán nem a vőlegénye, hanem ő kezdte el egyetlen randi után megszállottan követni őt. |     |                                                            |                          |                              |                                 |
| 18. | 5.  | Az önbizalomhiány városa (Low Self Esteem City)            | Andrew McCarthy          | Nick Jones                   | 2014. június 6. 2016. január 6. |
| Dugulás lesz a fürdőben, amit Gloria és a többiek használnak. Vee lesz a főnöke az afroamerikai bandának a börtönön belül, és gyorsan összekapnak a Gloria által vezetett latinákkal, akiknek új fürdő kell. Figueroa költségvetési okokból nem hajlandó megjavíttatni azt, megoldásképp 30 másodpercben maximalizálja a zuhanyzást. A kialakuló feszültségben Vee és Gloria egyezséget kötnek, hiába figyelmezteti Red, hogy Vee manipulálja őt. Piper megtudja, hogy a nagyanyja haldoklik. Ideiglenes eltávozást kér Healytől, amit egyébként szinte soha nem szoktak megadni. Nicky és Boo tovább versenyeznek, ennek érdekében Nicky még Fischert is el akarja csábítani. Visszaemlékezésekben láthatjuk Gloriát, aki családon belüli erőszak áldozata, amiért csalás miatt letartóztatják. |     |                                                            |                          |                              |                                 |
| 19. | 6.  | Pizza a fürdőkádban (You Also Have a Pizza)                | Allison Anders           | Stephen Falk                 | 2014. június 6. 2016. január 6. |
| A börtönlakók Valentin-napra készülnek. Red elkezdi becsempészni a holmikat a csöveken keresztül. Larry arra kéri Pipert, hogy kutakodjon neki kicsit a börtön pénzügyeiről, hogy cikket írhasson belőle. Piper kérdezősködni kezd, hogy hová tűnik a rengeteg pénz, és mikor Healy gyanakodni kezd, azt mondja, hogy újságot akar indítani. Pennsatuckyt kiközösítik régi társai, Healy vigasztalja meg. Poussey és Taystee összevesznek, Larry és Polly pedig csókolóznak. Caputo, aki udvarolni akar Fischernek, meghívja egy helyi bárba, ahol a zenekarával játszik. Fischer, aki nem veszi a lapot, meghívja magával a többi börtönőrt is. Koncert közben veszi észre, hogy az idős, demenciával küzdő Jimmy megszökött a börtönből, és ott ül a nézők között. Visszaemlékezésben láthatjuk, hogy Pousseynak viszonya volt egy német lánnyal, mikor egy ottani katonai bázison élt. Amikor a lány apja rajtakapja őket, visszaküldeti Poussey családját az Államokba. Poussey képes lenne lelőni a férfit, és csak az apja közreműködésének köszönhető, hogy nem teszi meg. |     |                                                            |                          |                              |                                 |
| 20. | 7.  | Comic Sans (Comic Sans)                                    | Andrew McCarthy          | Sara Hess                    | 2014. június 6. 2016. január 6. |
| Jimmy szökése miatt Caputo előírja a börtönőröknek, hogy többet és szigorúbban ellenőrizzenek. Vee bandája folytatja a cigarettával üzletelést, Red pedig különféle szépítőszereket csempész be Sophiának, ha cserébe megcsinálja a haját. A latinák ugyancsak csempészésre próbálják rábírni Bennettet, akinek elege lesz ebből, és fenyegetőleg lép fel. Daya, Flaca és Morello segítenek Vee-nek az újság elkészítésében. Poussey nem akar részt venni Vee üzelmeiben, még Nicky bátorítása ellenére sem. Polly és Larry szeretkeznek. Jimmyt végül kegyelemmel elengedik a börtönből, az egészségi állapotára hivatkozva, ám nemes egyszerűséggel kiteszik egy buszpályaudvaron és otthagyják. Visszaemlékezésben láthatjuk, hogy Cindy egy repülőtéren dolgozik biztonsági őrként. Miközben átvizsgálja a csomagokat, ellop az egyikből egy iPad-et, elmondása szerint a húga születésnapjára, akiről végül kiderül, hogy a lánya. |     |                                                            |                          |                              |                                 |
| 21. | 8.  | Jó méretű virágcserepek (Appropriately Sized Pots)         | Daisy von Scherler Mayer | Alex Regnery és Hartley Voss | 2014. június 6. 2016. január 6. |
| Figueroa elkezdi nyomasztani Caputót a börtönbe csempészett holmik miatt. Caputo válaszul elmegy Redhez, mert gyanakszik az üvegházra, ám Redék minden nyomot eltüntetnek. Piper megkapja az eltávozást, ami miatt több elítélt rossz szemmel kezd ránézni, és ezért azt kéri Healytől, hogy vonja vissza. Fel is hívja emiatt az anyját, és ekkor derül ki számára, hogy a nagyanyja az előző nap meghalt. Az ellenálló Sosót megfürdetik a fegyőrök. Rosa a kemoterápiája során találkozik egy fiatal fiúval. Caputo bekeményítését Fischer nem nézi jó szemmel, ezért nemtetszését fejezi ki, válaszul Caputo kirúgja. A helyére visszaveszi Mendezt. Visszaemlékezésekben láthatjuk Rosa első bankrablását a hetvenes években, és hogy miként lesz a banda vezére. |     |                                                            |                          |                              |                                 |
| 22. | 9.  | Eltávozás nagy kiszerelésben (40 Oz. of Furlough)          | S. J. Clarkson           | Lauren Morelli               | 2014. június 6. 2016. január 6. |
| Piper elmegy a kétnapos eltávozásra. Találkozik Larryvel, és egymásnak is esnek, de Larry bevallja neki, hogy megcsalta egy ismerősével. Piper ekkor jön rá, hogy ők ketten többé már nem egymásnak valók. A nagyanyja temetése bizarr módon átfordul Cal és Neri esküvőjébe. Red kérésére ellátogat a régi éttermükhöz, ami azonban régen be van zárva. Redet közben végre visszafogadják régi társai, és most már eltökélt abban is, hogy a konyha is újra az övé lesz. Csakhogy időközben Big Boo elmondja Vee-nek az alagutat. Bennettet felzaklatja Mendez visszatérése, ami a viselkedésére is kihat, ezért egy időre felfüggesztik. Bevallja Caputónak, hogy Daya terhes, és azt hazudja, hogy Mendez az apa. Visszaemlékezésekben láthatjuk, hogy Vee és Red viszonya milyen volt korábban. Vee akkor is átvette a hatalmat a fekete rabok között, majd a konyhában is, és az embereivel brutálisan megverette Redet. |     |                                                            |                          |                              |                                 |
| 23. | 10. | A bajszos szadista (Little Mustachioed Shit)               | Jennifer Getzinger       | Sian Heder                   | 2014. június 6. 2016. január 6. |
| Piper visszatér a börtönbe, ahogy Bennett is a felfüggesztéséből. Piper hazudik Rednek az éttermük állapotáról. Az őrök keményebben lépnek fel, de nem tudják továbbra sem, hogy ki csempészi be a holmikat. Piper rájön, hogy Larry Pollyval feküdt le, ezért Neri segítségét kéri, hogy bosszút állhasson. Vee be akar szállni Red mellé az üvegházi munkákba. Poussey részegen inzultálni kezdi Vee-t, válaszul Suzanne megveri. Nicky úgy dönt, hogy odaadja Rednek a heroint, amit Taysteetől kapott. Healy terápiás csoportot indít, amin senki nem jelenik meg. Mendezt kirúgják és letartóztatják, amikor kiderül, hogy Daya terhes, és úgy vélik, ő az apa. Visszaemlékezésekben Alex és Piper múltjának részletei láthatók. |     |                                                            |                          |                              |                                 |
| 24. | 11. | Tedd félre az értékrended (Take a Break from Your Values)  | Constantine Makris       | Nick Jones                   | 2014. június 6. 2016. január 6. |
| Piper megtudja a paranoiás Alextől, hogy Kubrát végül nem ítélték el, ezért attól fél, hogy a férfi utánanyúl és levadássza. Soso éhségsztrájkba kezd, aminek hamarosan vallásos alapja is lesz: Ingalls nővér, akit felháborított, ahogyan Jimmyvel bántak, csatlakozik. Amikor összeesik az éhségtől, Caputo előírja a kényszertáplálását. Piper ezt megírja az újságban, mire Figueroa leállítja a lapot. Ezután Healy közli Piperrel, hogy átviszik Virginiába. Poussey megjelenik Healy terápiás gyűlésén, de nem tud megnyílni. Az idős rabok elhatározzák, hogy megölik Vee-t, és erről nem szólnak Rednek. A tervbe hiba csúszik, ugyanis a rossz rabbal végeznek, és ezt Vee is megtudja. Visszaemlékezésekben látható Ingalls nővér, ahogy fiatalon csatlakozott különféle gyűlésekhez és aktivistává vált, egész addig, míg az egyház ki nem átkozta. |     |                                                            |                          |                              |                                 |
| 25. | 12. | Klimax (It Was the Change)                                 | Phil Abraham             | Sara Hess                    | 2014. június 6. 2016. január 6. |
| Vee és Red összetűzésekbe keverednek a rivalizáló üzelmeik miatt. Egy vihar miatt telítődik a csatornarendszer, ezért a raboknak az aulában kell aludniuk. Mind Red, mind Vee attól tartanak, hogy az éjszaka során egymásra támadnak. Morello közelebb kerül Rosához, Pennsatucky pedig Big Boo-hoz, akitől meg akarja tudni a "melegek összeesküvésének" részleteit. Figueroa megtudja, hogy a férjének egy másik férfival van viszonya. Piper az éjszaka leple alatt információkat szeretne szerezni Figueroa üzelmeiről, de Caputo megállítja. Red megpróbálja megfojtani Vee-t, mikor kettesben maradnak, de nem jár sikerrel. Megegyeznek, hogy Litchfield megváltoztatta őket és békét kötnek. Másnap aztán Vee aljas módon megtámadja Redet az üvegháznál. Visszaemlékezésekben látható Vee kapcsolata Taystee-vel, a rendőrséggel, és a mostohafiával, mielőtt börtönbe került volna. |     |                                                            |                          |                              |                                 |
| 26. | 13. | Jól nevelten, udvariasan. (We Have Manners. We're Polite.) | Constantine Makris       | Jenji Kohan                  | 2014. június 6. 2016. január 6. |
| Caputo, aki rájött, hogy Piper Figueroa ügyében akart dokumentumokat lopni, most már a segítségét kéri. Piper beleegyezik, de csak azzal a feltétellel, ha nem helyezik át Virginiába. Végül Caputo sikerrel jár és kirúgatja a nőt. Ezután Bennett bevallja neki, hogy ő ejtette teherbe Dayát, Caputo viszont igyekszik eltussolni az ügyet, nehogy botrány legyen belőle. Mikor Red megtámadása miatt vizsgálat indul, Vee megpróbálja rábírni Suzanne-t, hogy vigye el a balhét. Healy azonban, aki sejti, miről van igazából szó, eléri, hogy a vizsgálódás folyjon tovább Vee ellen. Az ügy miatt Vee bandája szétszakad és ellene fordul. Alex közli Piperrel, hogy elhagyja a várost, mert fél Kubrától. Piper, hogy elérje azt, hogy Alex visszakerüljön a börtönbe, tájékoztatja Larryt és Pollyt erről, ugyanis a nő ezzel megszegi a feltételes szabadlábra bocsátás szabályait. Vee, aki végül teljesen egyedül maradt, a csőrendszeren keresztül megszökik a börtönből. Rosa megtudja, hogy a rákja miatt már legfeljebb csak hetei vannak hátra. Miközben a szökés miatt lezárják a börtönt, Morellónak megesik a szíve Rosán, és egy kulcsot szándékosan bennhagy egy furgonban, hogy elhajthasson, és legalább élete utolsó napjait szabadon élhesse meg. Rosa az út szélén meglátja Vee-t, és szándékosan halálra gázolja. |     |                                                            |                          |                              |                                 |

### Harmadik évad (2015)
| Sor. | Év. | Cím                                                         | Rendező             | Író                            | Premier                          |
| --- | --- | ----------------------------------------------------------- | ------------------- | ------------------------------ | -------------------------------- |
| 27. | 1.  | Anyák napja (Mother's Day)                                  | Andrew McCarthy     | Jenji Kohan                    | 2015. június 11. 2016. január 6. |
| Az elmúlt időszak eseményeit követően Caputo szeretné valami könnyedebb dologgal oldani a börtönrezsimet, ezért anyák napi rendezvényt szervez. A kezdődő átszervezések nem tetszenek Healynek. Piper felfedezi, hogy Alex visszakerült a börtönbe és végül kibékülnek. Pousseynak hiányzik a halott anyja, Bennett pedig Daya családjával próbál összeismerkedni, anélkül, hogy megmondaná, ki ő. Az anyaság kérdésén Daya és Aleida is összevesznek. Pennsatucky megemlékezést tart az abortuszai miatt meg nem született gyerekei emlékére. Sophia javítja a kapcsolatát fiával, Michaellel. Red betemeti cementtel az üvegházi gödröt. Később meglátogatja őt a család, és ekkor tudja meg, hogy Piper hazudott a boltjukról. Mariához utoljára hozzák látogatóba a babáját. Visszaemlékezésekben láthatjuk több elítélt kapcsolatát az anyjukkal. |     |                                                             |                     |                                |                                  |
| 28. | 2.  | Poloskák és egyebek (Bed Bugs and Beyond)                   | Constantine Makris  | Jim Danger Gray                | 2015. június 11. 2016. január 6. |
| Ágyi poloskák lepik el a börtönt. Red számonkéri Pipert a hazugsága miatt, és csak Healy közbelépése segít. Mendez anyja ellátogat a börtönbe, és közli, hogy örökbefogadná Daya gyermekét. Alex nehezen viseli, hogy visszakerült a börtönbe, azt pedig még nehezebben, amikor Piper bevallja neki, hogy miért is történt ez. Végül aztán újra egymásba gabalyodnak. Bennett megkéri Daya kezét, viszont komoly fenntartásai alakulnak ki, mikor megismeri a nő családját, különösen Cesart. Kap tőle ajándékba egy bölcsőt, de megretten, amikor meglátja, hogy Cesar pisztollyal fenyegeti az egyik gyereket. Nicky és Big Boo észreveszik, hogy valaki ellopta a rejtegetett heroinjukat. Caputo megtudja, hogy pénzügyi nehézségek miatt be akarják zárni a börtönt. Az epizód végén a zaklatott Bennett kiteszi az út szélén a bölcsőt és elhajt. Visszaemlékezésben láthatjuk, hogy Bennett Afganisztánban volt katona. Mikor egy gránátot kellett volna kirúgnia a sátrukból, inkább fedezékbe vonult, ezzel egy másik katonát veszélyeztetve. |     |                                                             |                     |                                |                                  |
| 29. | 3.  | Az együttérzés lelohaszt (Empathy Is a Boner Killer)        | Michael Trim        | Nick Jones                     | 2015. június 11. 2016. január 6. |
| Luschek vevőt talál a heroinra, ezért nagyon dühös lesz, amikor Nicky közli, hogy ellopták. Valójában úgy történt, hogy Nicky meg akarta azt tartani magának, és két drogos kaparintotta meg, teljesen véletlenül. Luschek visszaveszi tőlük, ám amikor egy ellenőrzés során Caputo megtalálja, szemrebbenés nélkül feldobja Nickyt, akit átszállítanak a szigorított börtönbe. Alex és Piper felmelegítik a kapcsolatukat. Caputo tagadja, hogy bezárnák a börtönt, de a személyzet gyanakodni kezd. Caputo megzsarolja Figueroát, aki elmondja, hogy egy magánbefektető érdeklődik az intézmény iránt. Daya aggódik, mert Bennett váratlanul eltűnt. A börtönben színielőadás-óra indul. Healy Red segítségét kéri, hogy beszélhessen a feleségével. Visszaemlékezésekben láthatjuk, ahogy a kábítószer tönkreteszi Nicky életét, ellop egy taxit, és megromlik a viszonya az anyjával. |     |                                                             |                     |                                |                                  |
| 30. | 4.  | Virgonc ujjak (Finger in the Dyke)                          | Constantine Makris  | Lauren Morelli                 | 2015. június 11. 2016. január 6. |
| A rabokat megviseli Nicky távozása, Suzanne pedig még mindig gyászol Vee halála miatt. Caputo körbevezeti az új befektető, az MCC embereit, akik úgy döntenek, beszállnak, és ezzel megmentik az intézményt a bezárástól. Pipert meglátogatja a családja a börtönben a születésnapján, ami során összevesznek, Piper pedig felvállalja nyilvánosan is a kapcsolatát Alexszel. Pennsatucky felfedi, hogy még mindig kap pénzeket az abortuszellenes csoporttól, mert mártírként tekintenek rá. Big Boo is úgy gondolja, hogy így tesz, ezért megváltoztatja a külsejét, és beszélgetésbe kezd egy pappal, ám annak homofób kijelentései miatt végül otthagyja. Red és Healy közt barátság kezd kialakulni. Visszaemlékezésekben látható, hogy Big Boo-nak konfliktusai vannak a konzervatív szüleivel, különösen az anyjával, aki képtelen elfogadni, hogy leszbikus. |     |                                                             |                     |                                |                                  |
| 31. | 5.  | Színleld tovább, bébi! (Fake It Till You Fake It Some More) | Nicole Holofcener   | Tara Herrmann                  | 2015. június 11. 2016. január 6. |
| Az MCC új matracokat vesz és pár dolgot felújít a börtönben, azonban az őrök munkáján spórolni próbál. Daya próbál helytállni Bennett nélkül is. Alex továbbra is attól retteg, hogy Kubra meg akarja öletni. Poussey pancsolt szeszére állatok járnak rá, ő pedig meg akar tőlük szabadulni. A börtön új munkákat létesít, jóval jövedelmezőbbeket, mint korábban, ezért nagy a túljelentkezés. Többen, köztük Piper és Flaca is bekerülnek az új üzembe, ami női fehérneműket gyárt. Visszaemlékezésben láthatjuk, hogy Flaca már a középiskolai osztálytársait is képes volt átverni, például azzal, hogy LSD-t adott el nekik. Amikor egyikük, aki azt hitte, hogy el van kábulva, leugrik egy háztetőről, Flacát letartóztatják. |     |                                                             |                     |                                |                                  |
| 32. | 6.  | Csingling Cseng (Ching Chong Chang)                         | Anthony Hemingway   | Sara Hess                      | 2015. június 11. 2016. január 6. |
| Caputo több részmunkaidős dolgozót vesz fel, amivel alaposan feldühíti az őröket. Egy új rab, Lolly elmondja, hogy a konyhán kérhető a sokkal ízletesebb kóser menü is. Egy celebszakács, Judy King adócsalásos ügye kerül be a hírekbe. Miközben zajlik a bugyigyártás, Piper közelebbi kapcsolatba kerül egy új rabbal, Stella Carlinnal. Morellót meglátogatják levelezőpartnerei, akikkel romantikus kapcsolatra szeretne lépni, és egyikük nagyon megtetszik neki. Healy ráveszi Caputót, hogy Red visszakerülhessen a konyhába. A szerelemről ábrándozó Poussey lerészegedik, Cseng pedig titokban saját magának főz és kínai filmeket néz egy becsempészett mobilon a kertben található kalyibában. Visszaemlékezésekben látható, ahogy Csenget visszautasítja egy gazdag kínai üzletember, akivel elrendezett házasságra kellett volna lépnie, mert szerinte túl csúnya. Később, amikor Cseng elég magasra jut a bűnözői ranglétrán, bosszúból brutálisan végez vele. |     |                                                             |                     |                                |                                  |
| 33. | 7.  | Szótlanul (Tongue-Tied)                                     | Julie Anne Robinson | Sian Heder                     | 2015. június 11. 2016. január 6. |
| Kiderül, hogy Suzanne-nak egész jó tehetsége van bizarr erotikus novellák írásához. Piper elhatározza, hogy a bugyigyártásból tesz szert egy kis mellékesre: megkéri a rabtársait, hogy hordják azokat egy ideig, majd kicsempészteti a börtönből azokat és eladja perverzeknek. Ehhez Cal segítségét kéri, valamint Stelláét. Daya dilemma elé kerül, hogy kinek kellene felnevelnie a gyerekét. Mendoza és Sophia fia együtt járnak beszélőre, és előbbi durva dolgokra tanítja az utóbbit, ami a két nő kapcsolatát elmérgesíti. Egy incidens után újra Red lesz a főszakács, csakhogy az MCC intézkedései miatt az ételek pocsék minőségű alapanyagokból készülnek. Az MCC ráadásul nem készíti fel megfelelően az őröket sem, ami egy paprikaspray-incidenshez vezet. Normáról elterjed, hogy képes csodákat tenni. Visszaemlékezésekben láthatjuk, hogy Norma egy hippi szektavezér feleségeinek egyike lett, az utolsó, amely kitartott mellette, majd később megölte a férfit. |     |                                                             |                     |                                |                                  |
| 34. | 8.  | A félelem szaga (Fear, and Other Smells)                    | Mark A. Burley      | Nick Jones                     | 2015. június 11. 2016. január 6. |
| Suzanne történetei népszerűek lesznek, ugyanakkor Poussey csak depressziósabb lesz tőlük. A rabokat feldühíti a silány minőségű étel, és az, hogy a börtönboltban mindennek felment az ára. Piper elkezdi kivitelezni a bugyibizniszt. Healy antidepresszánsokat írt fel Sosónak, amit Berdie helytelenít, ezért magához vonja a nő kezelését. Pennsatucky összebarátkozik Charlie Coates-szal, egy új börtönőrrel. Egy találkozó során kiderül, hogy az MCC fejeseit csak a profitszerzés érdekli, és ennek érdekében hajlandóak a költségeket a minimálisra csökkenteni. Caputónak kezd is elege lenni Pearsonból, aki egyfolytában újításokat javasol. Sophia és Mendoza mindketten azon keseregnek, hogy nem lehetnek ott a fiaik mellett. Mikor Daya megtudja Mendez anyjától, hogy Aleida már megállapodott vele, hogy ő fogja nevelni a gyereket, bevallja neki, hogy nem is Mendez az apa. Alex azt kezdi el gyanítani, hogy Lolly Kubra ügynöke, aki azért érkezett, hogy végezzen vele. Gyanúját csak erősíti, hogy Lolly figyeli minden mozdulatát. Visszaemlékezésekben láthatjuk, hogyan bánik el Kubra azokkal akik elárulták őt. |     |                                                             |                     |                                |                                  |
| 35. | 9.  | Hol a trenderlim? (Where My Dreidel At)                     | Andrew McCarthy     | Jordan Harrison                | 2015. június 11. 2016. január 6. |
| Cal és Bayley segítségével Piper bugyiüzlete felvirágzik. A rabok újabb történeteket követelnek Suzanne-tól. Red szégyenkezik a borzalmas minőségű menzakaja miatt, amiért egyre többen kérnek maguknak kóser menüt. Ez felkelti a börtön figyelmét is, ezért egy rabbi érkezik, hogy kifaggassa a rabokat, hogy közülük mennyien zsidók. A meztelen Stella megkörnyékezi Pipert, és később csókolóznak is. Mendoza és Sophia újra összevesznek, amikor Michaelt letartóztatják, és kiderül, hogy Mendoza fia is ott volt, csak elmenekült. Mikor a börtönön kívül vannak, Coates megcsókolja Pennsatuckyt. Leanne piszkálni kezdi Sosót és a vezéreként mutatkozik a Norma körül kialakuló szektának. Norma hiába próbál toleranciát és kedvességet tanítani neki. Lolly betöri egy fészer ablakát, Alex pedig felfedezi, hogy egy üvegdarab hiányzik. Visszaemlékezésekben láthatjuk, hogy Leanne egy kiugrott amish, aki már nem tudott visszatérni a családjához, mert letartóztatták drogbirtoklásért. |     |                                                             |                     |                                |                                  |
| 36. | 10. | Nagylányos dolgok (A Tittin' and a Hairin)                  | Jesse Peretz        | Lauren Morelli                 | 2015. június 11. 2016. január 6. |
| Egy fiatal rab, Maureen kezdi el üldözni Suzanne-t a szerelmével. Suzanne elmondja Morellónak, hogy bár olyan jó történeteket ír, igazából még mindig szűz. Judy Kinget elítélik, de a rabok mérgesek, mert nem Litchfieldbe szállítják. Alex felfedezi Piper és Stella viszonyát. Mendezt meglátogatja az anyja a börtönben és elmondja neki, hogy nem ő a gyerek apja - a nő ennek ellenére is fel szeretné nevelni a gyereket, amibe Daya beleegyezik. Morello az egyik levelezőtársán keresztül áll bosszút Christopheren. Leanne és Soso közt egyre feszültebb a viszony, kettejük közt pedig Norma áll. A kertben termesztett zöldségekből Red finomat főz a konyhai személyzetnek. Mendoza feldühödik, amiért a fia Sophia miatt már nem jöhet őt látogatni, ezért nekiesik a zuhanyzóban. Alex megtámadja Lollyt, de rájön, hogy ő nem Kubra embere, hanem szimplán csak paranoid téveszméi vannak. Coatest megbüntetik, amiért késve érkezik vissza, mert Pennsatuckyval töltötte az időt - bosszúból megerőszakolja a nőt. Visszaemlékezésekben láthatjuk, hogy a fiatal Pennsatucky gyakorlatilag bárkivel lefeküdt egy italért.Beleszeret egy fiúba, aki megtanítja neki, hogyan kell élvezni a szexet. Aztán amikor elköltözik, egy másik férfi megerőszakolja. |     |                                                             |                     |                                |                                  |
| 37. | 11. | Mi is lehetünk hősök (We Can Be Heroes)                     | Phil Abraham        | Sian Heder                     | 2015. június 11. 2016. január 6. |
| Caputo beleegyezik, hogy az őrök szószólója legyen a vezetőséggel kapcsolatos vitákban. Egy tévedés miatt Leanne barátnőjét, Angie-t szabadon engedik, és csak Caputo tudja visszahozni őt a buszpályaudvarról. Big Boo megtudja, hogy Coates megerőszakolta Pennsatuckyt, és bosszút forral. Miután megsebesíti Mendozát, Sophia pária lesz a többiek szemében és senki nem jön a szalonjába. Suzanne kézirata a börtön vezetőségének kezébe kerül, és emiatt elbocsátják Berdie-t. Suzanne ettől megnyugszik és bocsánatot kér Pousseytól, amiért megtámadta őt annak idején. Soso kérdőre vonja Normát, hogy miért hagyja, hogy bántsák őt, válaszul Leanne levágja a haját álmában. A bugyiüzlet megakad, mert Flaca arra bátorítja a lányokat, hogy ne segítsenek, amíg nem kapnak rendes pénzt. Piper beleegyezik a dologba, de kirúgja Flacát is. Mikor meglátja Piper sötét oldalát, Alex megszakít vele minden kapcsolatot. Visszaemlékezésben látható, hogy Caputo egy ígéretes zenei karriert hagyott ott a börtön kedvéért. Mindezt azért, hogy támogassa a barátnőjét, aki az egyik zenésztársától terhes, aki aztán később el is hagyja őt. |     |                                                             |                     |                                |                                  |
| 38. | 12. | Ne kelljen visszamennem (Don't Make Me Come Back There)     | Uta Briesewitz      | Sara Hess                      | 2015. június 11. 2016. január 6. |
| Dayánál beindul a szülés és nem hajlandó segítséget elfogadni Aleidától. Míg a lánya a kórházban van, Aleida felhívja Mendez anyját és azt hazudja neki, hogy a gyerek meghalt. Red vacsorát ígér a szerencsés kiválasztottaknak, akiknek egy játékban kell részt venniük. Soso visszakerül Healyhez, aki továbbra is gyógyszeres kezelést javasol. Ez rossz ötletnek bizonyul, ugyanis a gyógyszekhez hozzáférő Soso túladagolja magát, így találnak rá. Big Boo már majdnem készen áll arra, hogy megleckéztesse Coates-ot, de végül eláll tőle. Sophiát alaposan megveri két rab. Amikor fenyegetőzni kezd, hogy a rossz biztonság miatt beperli a börtönt, igazságtalanul áthelyezik őt a szigorítottba. Bayley be akarja fejezni a bugyibizniszt, de Stella rábírja, hogy folytassa. Stella később megvallja Pipernek, hogy hamarosan szabadul. Visszaemlékezésekben láthatjuk, hogy Dayát gyerekkorában lepasszolja Aleida egy nyári táborba, hogy egy időre megszabaduljon tőle. A lány eleinte nem akar ottmaradni, később azonban már egészen jól beilleszkedik. |     |                                                             |                     |                                |                                  |
| 39. | 13. | Sose bízz a lotyókban (Trust No Bitch)                      | Phil Abraham        | Jim Danger Gray és Jenji Kohan | 2015. június 11. 2016. január 6. |
| Poussey, Taystee és Suzanne mentik meg Sosót nehogy belehaljon a túladagolásba. Poussey utólag kérdőre is vonja Normát, amiért nem tett semmit, ennek hatására elveszíti követőit. Piper meggyanúsítja Flacát, hogy meglopja a bugyibiznisszel kapcsolatosan, ám hamar rájön, hogy Stella az igazi tettes, ugyanis ha szabadon engednék, nem lenne semmilyen jövedelme. Bosszúból Piper úgy intézi, hogy veszélyes holmikat találjanak nála, így szabadulás helyett Stellát a szigorítottba viszik. Morello férjhez megy, Cindy pedig, aki kezdetben a jobb menüért csinálta a dolgot, rájön, hogy igazából is szeretne zsidó lenni. Ehhez azonban víz alá kellene meríteni őt, csakhogy a börtönben erre nincs lehetőség. Daya gyerekének felnevelése ügyében gondok támadnak, amikor Cesart letartóztatják, és elviszi őt és a többi gyereket a gyámügy. Caputo, aki eredetileg a börtönőrök oldalán állt, cserbenhagyja őket, amikor elfogad az MCC-től egy előléptetést, ezért a dolgozók elmennek. Mivel sehol egy őr a közelben, a rabok ki tudják használni a kerítés hibáját, és kiszöknek a börtönből, egyenesen egy tóhoz. Sosót befogadják maguk közé az afroamerikaiak, Suzanne összebarátkozik Maurenn-nal, Cindy végre zsidóvá válhat, miközben a fészerben Alexet megtámadja egy őr, akiről mint kiderül, tényleg Kubra embere. Mialatt a rabok élvezik a vizet, több busznyi új elítélt érkezik Litchfieldbe. Visszaemlékezésekben láthatjuk a rabok viszonyát a vallással. |     |                                                             |                     |                                |                                  |

### Negyedik évad (2016)
| Sor. | Év. | Cím                                                                   | Rendező            | Író                          | Premier                           |
| --- | --- | --------------------------------------------------------------------- | ------------------ | ---------------------------- | --------------------------------- |
| 40. | 1.  | Izzadj nekem (Work That Body for Me)                                  | Andrew McCarthy    | Jenji Kohan                  | 2016. június 17. 2016. június 17. |
| Caputo előléptetése után új börtönőrök érkeznek Litchfieldbe. Egyikük, Piscatella, különösen félelmetes és veszélyes, ő lesz a vezetőjük. Maureen meg akar szökni a börtönből, Suzanne azonban úgy dönt, inkább visszatér, és végül Maureent is elfogják. Az új rabokat összekeverik a régiekkel, ami feszültségeket okoz: Red szobatársa túl hangosan horkol. Judy King végül bevonul Litchfieldbe és összebarátkozik Luschekkel: különleges ellátást és saját szobát kap. Alexet Lolly menti meg attól, hogy Kubra bérgylkosa, Aydin végezzen vele. Bár azt hiszik, hogy meghalt, a később visszatérő Alex rájön, hogy még nem, ezért neki kell végeznie vele. A holttestet Frieda segítségével tüntetik el a kertben. |     |                                                                       |                    |                              |                                   |
| 41. | 2.  | Nem a ruha teszi (Power Suit)                                         | Constantine Makris | Sara Hess                    | 2016. június 17. 2016. június 17. |
| Az elítélteket feszélyezi a túlzsúfoltság. Healy új szobatársat szerez Judy Kingnek Yoga Jones személyében, a különleges bánásmódot Taystee is látja. Cindy összecsap az új szobatársával, Alisonnal, a szűkös hely miatt, Red pedig sikertelenül próbálja a sajátjának a horkolását megállítani. Piper összebarátkozik az övével, aki a szobatársa lesz. Pennsatucky aggódik, hogy Coates meg fogja erőszakolni Maritzát is. Gloria megüzeni Crystalnak, hogy Sophiát a szigorítottban őrzik - megpróbál segítséget kérni Caputótól, sikertelenül. Az MCC a költségvetés visszavágása miatt veteránokat hív börtönőrnek, akik az intézmény területére költöznek. Daya a gyermeke miatt aggódik, mert Cesar hosszú börtönbüntetésnek néz elébe. A dominikaiak rájönnek, hogy ők a börtönfalakon belül a legnépesebb kisebbség, és ez konfliktusokhoz vezet. Maria Blanca védelmében megtámad egy fehér rabot. Visszaemlékezésben láthatjuk, hogy Maria apja egy droghálózatot vezet. A tinédzser Maria meglátja, hogy Yadriel szalad a rendőrök elől és egy csomagot eldob. Maria felfedezi a drogot és megmenti Yadrielt. Az apja kidobja a kapcsolatuk miatt, ezért a fiúhoz költözik. |     |                                                                       |                    |                              |                                   |
| 42. | 3.  | (Ne) mondd el ((Don't) Say Anything)                                  | Andrew McCarthy    | Jim Danger Gray              | 2016. június 17. 2016. június 17. |
| Taystee takarítóból Caputo asszisztensévé válik. Red egyszerre mérges és irigy Judy kivételezett helyzete miatt. Piper társai kiszállnak a bugyibizniszből, mert túl veszélyesnek ítélik meg. Maria szívesen beszállna a dominikaiakkal, de Piper élből elutasítja. Válaszul megindítják a saját bugyiüzletüket. Caputo randevúra megy Lindával, Soso és Poussey is közelebb kerülnek egymáshoz. Poussey, aki nagy rajongója Judy Kingnek, teljesen odáig van, és Soso meséli el a nőnek, hogy ez a rajongás miatt van - de hazudik barátnője múltjáról. Poussey dühödten reagál, azt állítva, hogy Soso semmit nem tud róla. Soso bocsánatot kér és ígéri, hogy meg fogja ismerni. Miután meglát egy drónt, Lolly kezd bekattanni és ki akarja ásni Aydin holttestét - ez feltűnik Friedának, aki úgy gondolja, hogy az egyetlen megoldás, ha megölik Lollyt. Visszaemlékezésekben láthatjuk Soso múltját. |     |                                                                       |                    |                              |                                   |
| 43. | 4.  | Doktor Pszicho (Doctor Psycho)                                        | Erin Feeley        | Carly Mensch                 | 2016. június 17. 2016. június 17. |
| Sophia, akit a szigorítottban tartanak még mindig, fel akarja magára hívni Caputo figyelmét, ezért eldugítja a cellájában a vécét, hogy elárasszon mindent a víz. Mikor ez nem válik be, felgyújtja a matracát, ekkor az őröknek kell közbelépnie és evakuálni a szintet. Healy az akarata ellenére Judyt teszi meg egy főzőtanfolyam vezetőjének. A program sikeres, Judy azonban Healy lecserélését kéri Caputótól. Flaca és Maritza otthagyják Piper bugyiüzletét és inkább Mariával dolgoznak. Mikor Alex megtudja, hogy Frieda meg akarja ölni Lollyt, elmondja az egész sztorit Rednek. Red eleinte próbálja megoldani a helyzetet, de később Frieda pártjára áll. Aleida hamarosan szabadul. Lolly viselkedése felkelti Healy figyelmét is, aki segíteni próbál neki. Lolly bevallja neki a gyilkosságot, de Healy azt hiszi, hogy ez a betegsége miatti delúzió, és sikeresen győzi meg arról, hogy az emberölés csak a képzelete szüleménye. Visszaemlékezésekben láthatjuk, hogy a fiatalabb Healy anyja visszautasítja a pszichiátriai kezelést, ami a kezdődő demenciája miatt van. Amikor Healy az akarata ellenére próbálja őt bevinni, a nő megszökik. Évekkel később egy hajléktalan nőben ismeri fel - tévesen - az anyját, akitől egy kávé mellett kér bocsánatot, amikor nem volt ott mellette, amikor szüksége volt rá. |     |                                                                       |                    |                              |                                   |
| 44. | 5.  | Nekünk mindig megmarad Baltimore (We'll Always Have Baltimore)        | Tricia Brock       | Jordan Harrison              | 2016. június 17. 2016. június 17. |
| A pénzügyi helyzet miatt hiánygazdaság lép fel a börtönben, ami beindítja a feketepiacot. A börtönőrök rászállnak a nem fehér rabokra és rendszeresen ellenőrzik őket. Caputo és Linda egy konferencián vesznek részt, amit börtönüzemeltetőknek tartanak, ezalatt Taystee kitalálja Caputo jelszavát, és hozzáférést szerez az internethez az irodájában. Caputót a rendezvényen őrizetbe veszik, miután összetűzésbe keveredik Danny Pearsonnal, aki nem is olyan rég még az MCC oldalán állt, de ma már a szervezet zűrös ügyei ellen küzd. Lindát ezt beindítja, és lefekszik Caputóval. Piper véget akar vetni Maria bizniszének, ezért engedélyt kér és kap Piscatellától, hogy egy saját rendvédelmi csoportot alakítson. Az első gyűlésükön aztán a csak fehérekből álló csoport rasszista kijelentéseket kezd el kántálni, Piper döbbenetére. Visszaemlékezésekben láthatjuk, hogy Maritza elegáns nőnek öltözve autószalonokban bűvöl el férfiakat, megjátszva az eladóknak, hogy vásárló, a vevőknek pedig, hogy eladó, csak azért, hogy a próbaúton ellophassa a gépjárműveket. |     |                                                                       |                    |                              |                                   |
| 45. | 6.  | Te szemét! (Piece of Shit)                                            | Uta Briesewitz     | Lauren Morelli               | 2016. június 17. 2016. június 17. |
| Miközben Nicky a szigorított részlegen takarít, felfedezi Sophia celláját, és egy magazint ad neki olvasásra. Valamivel később Nickynek kell kitakarítania Sophia üres celláját, ami csupa vér. Luschek bűntudatot kezd érezni amiatt, hogy Nickyt a szigorítottba juttatta, Judy pedig a saját ügyes ügyvédei segítségével eléri, hogy a nő visszakerülhessen Litchfieldbe. Csakhogy időközben az igazságtalanság miatt benne formálódó dühtől Nicky visszaesett a heroinfogyasztásba. Taystee a Caputo irodájában felfedezett netkapcsolat segítségével akar eladni egy fényképet Judyról. Az ezidáig egymással rivalizáló zsidó Cindy és muszlim Alison kapcsolódási pontra találnak, mert mindketten ugyanúgy megvetik a szcientológiát. Poussey és Soso felvállalják a kapcsolatukat. Piper úgy intézi, hogy talaljanak pár bugyit Mariánál, ami miatt Piscatella javasolja, hogy 3-5 évet adjanak hozzá a nő büntetéséhez. |     |                                                                       |                    |                              |                                   |
| 46. | 7.  | Múltkor jobb ötletnek tűnt (It Sounded Nicer in My Head)              | Mark A. Burley     | Nick Jones                   | 2016. június 17. 2016. június 17. |
| Nicky visszakerül Litchfieldbe, ahol tovább folytatja a drogozást. Red, aki egy visszatérő ünnepséget akart szervezni a tiszteletére, hamar észreveszi, hogy újra ráfüggött a szerekre. Lolly összebarátkozik Healyvel, és épít egy "időgépet" kartondobozokból és alufóliából, amiben mindketten megbeszélik, hogy mit csinálnának másként a múltban. Judy Kingről előkerül egy régi videó, amiben egy rasszista bábműsort vezet. Caputo azt tervezi, hogy hasznos oktatási programokat szervez az elítélteknek, hogy legyen mivel elütni az idejüket. Aleida azt tervezi, hogy szabadulása után manikűrszalont nyit. Piper rájön, hogy elvetette a sulykot és megrontotta őt a hatalom, ezért békülni próbál, de a bosszú már úton van felé. Nicky buliján Maria és a társai elfogják, és egy izzó vasdarabbal horogkeresztet égetnek az alkarjába. Visszaemlékezésekben láthatjuk, hogy Lolly újságíróként dolgozik, amíg a betegsége el nem hatalmasodik rajta és ezért az utcára kerül. |     |                                                                       |                    |                              |                                   |
| 47. | 8.  | Barátok alacsonyabb körökből (Friends in Low Places)                  | Phil Abraham       | Alex Regnery és Hartley Voss | 2016. június 17. 2016. június 17. |
| A támadás után Piper teljesen maga alatt van. Maria és a bandája drogokat akarnak árulni Aleida szalonjában, ami miatt ő aggódik, mert attól fél, hogy ez hatással lehet a közelgő szabadulására. Coates bocsánatot kér Pennsatuckytól, amit ő láthatóan elfogad. Caputo és Linda folytatják a kapcsolatukat, habár a férfi csalódott, mert a tervezett elméleti órák helyett a jóval költséghatékonyabb munkásbetanítási órákat preferálja a börtön. Crystal megjelenik Caputo házánál, hogy válaszokat követeljen Sophiáról, a nőt Linda zavarja el fegyverrel. Hogy bebizonyítsa, hogy nem rasszista, Judy megcsókolja Cindyt, amiről Poussey képet csinál Luschek telefonjával. Piper megmutatja Alexnek és Nickynek, hogy mit égettek a karjába, Alex pedig bevallja neki a gyilkosságot. Végül mind kibékülnek, Red pedig segít a horogkeresztből egy ablakot csinálni. |     |                                                                       |                    |                              |                                   |
| 48. | 9.  | Fordul a kocka (Turn Table Turn)                                      | Constantine Makris | Sara Hess                    | 2016. június 17. 2016. június 17. |
| Blancának elege lesz az állandó motozásokból, ezért elhatározza, hogy bebüdösíti magát, csak hogy hagyják békén. Mivel nem hajlandó zuhanyozni, az őrök büntetésből felállítják a menzán egy asztalra, amit nem hagyhat el. Mikor Boo megtudja, hogy Pennsatucky megbocsátott Coatesnak, nagyot csalódik. Morello pánikba esik, hogy a férjének és a testvérének hátha viszonyuk van. Red kétségbeesetten könyörög Nickynek, aki ennek hatására vállalja, hogy leáll a drogokkal. Luschek eladja a fényképet, így az újságok Judy és Cindy csókjával vannak tele. Emiatt Piscatella elrendeli, hogy kutassák át a telefon után a börtönt, nem is sejtve, hogy az épp Luscheké. Ingalls nővér szándékosan bejuttatja magát a szigorítottba, csak hogy találkozhasson Sophiával. Humphrey fegyőr megbünteti Maritzát a csempészkedés miatt, és arra kényszeríti a nőt, hogy egyen meg egy élő újszülött egeret. Visszaemlékezésekben láthatjuk, hogy Blanca mindenesként dolgozik egy idős asszonynál. Mikor Blanca flörtölni kezd a kertésszel, Diablóval, a nő kirúgja. Blanca bosszúból az idős nő előtt szeretkezik a férfival. |     |                                                                       |                    |                              |                                   |
| 49. | 10. | Nyuszik és koponyák (Bunny, Skull, Bunny, Skull)                      | Phil Abraham       | Carly Mensch                 | 2016. június 17. 2016. június 17. |
| Blanca továbbra is az asztalon kénytelen állni, és Piper is felkerül mellé, mert ételt próbál neki adni. Ingalls nővér sikeresen juttat el egy üzenetet Sophiának, de a terv, hogy a közvélemény is megismerhesse az állapotát, félresiklik, amikor Caputo felfedezi a nő által becsempészett telefont. Végül aztán épp Caputo lesz az, aki fellázad az MCC ellen és küldi el Sophiáról a fényképeket. Maritza sírva vallja be Flacának, hogy mit tett vele Humphrey. Morello arra bátorítja Suzanne-t, hogy adjon Maureen-nak egy második esélyt. Maureen szexuális aktust kezdeményez Suzanne-nal, ám hamar otthagyja, bosszúból, amiért ő is otthagyta az erdőben. Aleidát kiengedik a börtönből, de nehezen adaptálódik a szabad élethez. Miután felfedezi, hogy az unokatestvére időközben eladogatta mindenét, kénytelen Cesar barátnőjéhez, Margaritához költözni. Időközben a kertben dolgozó munkások megtalálják Aydin holttestét. |     |                                                                       |                    |                              |                                   |
| 50. | 11. | Közösségi emberek (People Persons)                                    | Lev L. Spiro       | Nick Jones                   | 2016. június 17. 2016. június 17. |
| A holttest megtalálása után rendkívüli állapotot hirdetnek a börtönben. Piscatella, Caputo utasításai ellenére, elkezdi kihallgatni a fegyenceket, köztük Redet, Suzanne-t és Maureent. Humphrey fegyőr felhecceli Maureent, akivel Suzanne nem akar verekedni, de végül őt is úgy felbátorítják, hogy kis híján agyonveri a nőt. Judy, Yoga Jones és Luschek drog hatása alatt részt vesznek egy édeshármasban. Pennsatucky próbál segíteni Nickynek az elvonási tünetei alatt. Healy, aki rájött, hogy Lolly vallomása a gyilkosságról mégis igaz, öngyilkosságot akar elkövetni, mert nem akarja feladni a nőt. Végül elhatározza, hogy a problémákkal szembe kell nézni, ezért átadja Lollyt Piscatellának, akit rögtön a pszichiátriára hurcolnak. Visszaemlékezésekben láthatjuk, hogy Suzanne egy boltban dolgozik, ahol mindenki szereti őt. Egy nap, minden hátsó szándék nélkül, átinvitál magához egy fiút játszani, akit a boltból ismer. Mikor a fiú ijedtében felhívja a 911-et, majd menekülni próbál, Suzanne ideges lesz, a fiú pedig véletlenül leesik a tűzlétráról és szörnyethal. |     |                                                                       |                    |                              |                                   |
| 51. | 12. | Az állatok (The Animals)                                              | Matthew Weiner     | Lauren Morelli               | 2016. június 17. 2016. június 17. |
| A történtek után Caputo fel akarja függeszteni Humphreyt, csakhogy Piscatella megzsarolja, hogy ha így tesz, akkor mind felmondanak, és hogy a börtönigazgatónak nem maradt több hatalma. Healy, akit mardos a bűntudat Lolly miatt, jelentkezik egy szanatóriumba. Pennsatucky kibékül Boo-val, Judy King pedig összebarátkozik Pousseyval. Sophia végre visszatér a börtönbe, eközben a különféle klikkek szövetkeznek, hogy kirúgassák Piscatellát. Erre nagy hatással van a bánásmód, amit a férfi tanúsít Reddel szemben. Békés tüntetésként mind felállnak az étkezdében az asztalokra, de Piscatella utasítja az embereit, hogy tegyenek rendet. Suzanne bepánikol, és Poussey siet a segítségére a rohama közben. Bayley gyorsan reagál, ám szakszerűtlenül fogja le Pousseyt, aki a szorítása alatt megfullad. Visszaemlékezésekben láthatjuk Bayley fiatalkorát, hogy miért lett börtönőr. |     |                                                                       |                    |                              |                                   |
| 52. | 13. | A pirítósból nem lehet újra kenyér (Toast Can't Never Be Bread Again) | Adam Bernstein     | Tara Herrmann és Jenji Kohan | 2016. június 17. 2016. június 17. |
| Poussey halála után az MCC utasítja Caputót, hogy addig ne hozza ezt nyilvánosságra, amíg nem tudják, hogy kezeljék. Eközben Taystee dühös, mert Caputo még Poussey apját sem hívta fel. Suzanne-ra ráborul egy könyvespolc, ezért a gyengélkedőre kerül, pont az összevert Maureen mellé. Piper rájön, hogy Alex mindenfelé cetliket hagyott Aydin nevével - ketten gyűjtik össze végül őket. Az MCC beleegyezik, hogy elengedik Judy Kinget, akit felzaklatott Poussey halála. Közben Caputo nyilatkozik a tévében, ahol eltér az előre megbeszéltektől és azt mondja, hogy Bayleyt nem vonják felelősségre a történtekért. Taystee ezt meghallva felháborodik és fellázítja a rabokat. Valamennyien szembesülnek az őrökkel, Humphrey fegyvert akar rántani, de Maritza kilöki a kezéből, és egyenesen Dayához kerül a pisztoly. Miközben túszul ejtik McCullough-t, a rabok követelik, hogy lője fejbe Humphreyt. Visszaemlékezésekben láthatjuk, ahogy Poussey különféle alakokkal találkozik New Yorkban. |     |                                                                       |                    |                              |                                   |

### Ötödik évad (2017)
| Sor. | Év. | Cím                                                                   | Rendező            | Író                                            | Premier                         |
| --- | --- | --------------------------------------------------------------------- | ------------------ | ---------------------------------------------- | ------------------------------- |
| 53. | 1.  | Egy lázadásból nem szabad kimaradni (Riot FOMO)                       | Andrew McCarthy    | Jenji Kohan                                    | 2017. június 9. 2017. június 9. |
| Lázadás tör ki a börtönben, miután Caputo nem megfelelően kezelte Poussey halálát. Daya véletlenül meglövi a hozzá keveredett pisztollyal Humphreyt, aki sok vért veszít, és az életét a tűzoltó korában megfelelő orvosi képesítést szerző Sophia menti meg. Piper és Alex megtalálják az egyik vécében bújkáló Lindát, és mikor rájönnek, hogy a kijáratok le vannak zárva, beöltöztetik rabnak, hogy így rejtegessék. Taystee, Cindy, Janae és Alison arra kényszerítik Caputót, hogy olvasson fel egy közleményt, amit ők rögzítenek. Josh, az MCC képviselője, aki éppen Caputo irodájában volt, amikor kitört a lázadás, segít nekik feltölteni Twitterre a videót, mert úgy gondolja, hogy egy renegát börtönigazgató története jobb fényben tünteti fel őket, mint a teljesen elszabadult lázadás. Daya megpróbálja felvenni a kapcsolatot az anyjával, miután rájön, hogy mit is tett, de egy ismeretlen leüti hátulról és elveszi a fegyverét. |     |                                                                       |                    |                                                |                                 |
| 54. | 2.  | Szex, házasság, Frieda (Fuck, Marry, Frieda)                          | Constantine Makris | Jordan Harrison                                | 2017. június 9. 2017. június 9. |
| A börtönben átveszik a hatalmat a rabok, akik több börtönőrt is túszul ejtenek. A latinók arra kényszerítik egyiküket, hogy vetkőzzön le nagy közönség előtt, majd ugyanolyan megalázó módon motozást hajtanak végre rajta, ahogy ő tette velük. Caputo videója a várt hatás helyett mémesül. Humphrey stroke-ot kap a gyengélkedőben, ahol egyetlen ápoló maradt csak szolgálatban. Daya, aki kezd aggódni a jövője miatt, azt hazudja, hogy elvesztette a fegyverét, de McCullough gyanakodni kezd. Taystee feltölt a netre egy fényképet, ahol az összes börtönőr, plusz Caputo és Josh láthatóak levetkőzve. Kiderül, hogy Frieda épített magának egy titkos rejtekhelyet a börtön egyik sosem használt medencéjében, amit telepakolt ellátmánnyal. Visszaemlékezésekben láthatjuk, hogy Frieda apja a kubai rakétaválság idején paranoiás módon félt a harmadik világháború kitörésétől, és ő is hasonló módon épített bunkert, mint később a lánya. |     |                                                                       |                    |                                                |                                 |
| 55. | 3.  | Pisitesók (Pissters!)                                                 | Phil Abraham       | Rebecca Angelo és Lauren Schuker Blum          | 2017. június 9. 2017. június 9. |
| Aggódva, hogy mit szól az állapotokhoz a közvélemény és Judy King, az MCC alkudozni akar az elítéltekkel. Linda megpróbál beilleszkedni a rabok közé, és ő maga is megdöbben, milyen rossz körülmények között vannak. Piper és Alex megtalálják Linda telefonjában a fényképet, amelyen Caputóval csókolózik. A rabok összeállítják követeléseiket: szeretnék, ha újra lenne oktatás, jobb egészségügyi ellátás, továbbá amnesztiát kérnek mindenkinek, aki részt vett a lázadásban, Bayley megbüntetését Poussey meggyilkolásáért, és csípős Cheetost. Bayley megpróbálja feladni magát a rendőrségen, de egyáltalán nem veszik komolyan. Judy King megpróbál megszökni, ám az utolsó pillanatban a fehér fajgyűlölők elfogják. Ezalatt a börtönőrök elhatározzák, hogy kitörnek, mert tudják, hogy már nincs a raboknál a fegyver. Caputo felfedezi a rabok között Lindát. Visszaemlékezésben láthatjuk, hogy Linda a kilencvenes években egy diákszövetség tagja volt, és egyik tagjukat, amíg részeg volt, kinn felejtette a hóban, aki azután halálra is fagyott. |     |                                                                       |                    |                                                |                                 |
| 56. | 4.  | Litchfield tehetségei (Litchfield's Got Talent)                       | Nick Sandow        | Josh Koenigsberg, Jenji Kohan és Tara Herrmann | 2017. június 9. 2017. június 9. |
| Caputo utasítására lefújják az őrök a kitörést, eközben a pisztoly is előkerül Gloriától, amit Angie és Leanne vesznek magukhoz. Kitalálják, hogy tehetségkutató versenyt rendeznek az őröknek. Suzanne egy kis szentélyt emel Poussey halálának helyén és szeánszot szervez. Blanca és Red behatolnak Caputo irodájába, hogy kompromittáló iratokat találjanak. Megtudják, hogy Piscatellát egy férfibörtönből helyezték át hozzájuk, miután gyanús körülmények között meghalt ott egy rab, akinek a teste 80 százaléka megégett a zuhanyzóban. Sophia feladja magát, hogy találkozhasson Ingalls nővérrel, csakhogy a nő az egészségi állapota miatt már korábban kegyelmet kapott. Judy Kinget egy deszkához kötik ki a fajgyűlölők, mert azt hiszik, hogy ételt rejteget. MIkor megpróbálják ledobni a börtön tetejéről, elájul. Az egészről pedig felvételt készít egy hírcsatorna helikoptere. Visszaemlékezésben láthatjuk, hogy Alison igyekszik meggyőzni a férjét, hogy éljenek poligám kapcsolatban, mert nehezésre esik időt találnia a házimunka és a gyereknevelés során bármi másra. Csakhamar féltékeny lesz, amikor beköltözik az életükbe egy új nő. |     |                                                                       |                    |                                                |                                 |
| 57. | 5.  | Énekelj, fehér Effie! (Sing It, White Effie)                          | Phil Abraham       | Molly Smith Metzler                            | 2017. június 9. 2017. június 9. |
| Judy King videója kikerül a hírekbe, és mindenki keresztények elleni terrortámadásnak hiszi. A kormányzónak elege lesz abból, hogy az MCC gyakorlatilag semmit nem csinál, ezért a saját tárgyalóit küldi Litchfieldbe. Aleida továbbra is próbál munkát találni. Gloria felhívja őt telefonon, de nem beszél neki Dayáról. Taystee és barátai kiszabadítják Judy Kinget, mert a téves információk káros hatással vannak a követeléseikre. Taystee nyilatkozni akar a sajtónak, aminek során az előre elgondolthoz képest más dolgokról is beszél, többek között arról, hogy Judyt a pénze és a társadalmi szátusza miatt külön tartották tőlük, ezután a nőt kilöki az újságíróknak. Angie és Leanne megtalálják a mosodában bújkáló Coates-t. Túszul akarják ejteni, de Pennsatucky megszerzi Angie-től a fegyvert, amit odadob Coates-nak. A pisztoly véletlenül elsül és telibe találja Leanne egyik ujját. Coates a fegyver segítségével kiszabadul a börtönből, odakint aztán elájul. Visszaemlékezésekben láthatjuk, hogy a tinédzser Janae egy elit iskolába látogat, ahol elámul az intézmény gazdagságán és felszereltségén. Meglátja, hogy a színjátszókör a Dreamgirls musicalt próbálja, és egy fehér lány énekel afrofrizurás parókában. Felzaklatva magát ezen és visszakerülve saját, sokkal szegényebb iskolájába, negatív attitűdöt vesz fel. |     |                                                                       |                    |                                                |                                 |
| 58. | 6.  | Égetően csípős Cheetos (szó szerint) (Flaming Hot Cheetos, Literally) | Andrew McCarthy    | Lauren Morelli                                 | 2017. június 9. 2017. június 9. |
| A kormányzó rengeteg doboz csípős Cheetost és tampont küldet a raboknak. Taystee rájön, hogy ha ezeket elfogadják, akkor olyan helyzetbe kerülnek, hogy nekik is adniuk kell valamit cserébe, és ezek nyilvánvalóan a túszok lesznek. Piper segít Taysteenek begyűjteni a raboktól az eddig kiosztott csomagokat. Pennsatucky ellen "pert" indítanak az elítéltek, mert hagyta Coates-t megszökni és a fegyverrel eltalálta Leanne-t is. Big Boo lép fel az ügyvédjeként és végül közösségi munkára ítélik. Aleidát behívják egy hírműsorba, hogy meséljen a Litchfieldben szerzett tapasztalatairól, de a riport borzalmas lesz. Morello és Nicky szeretkeznek, ezután Morello rájön, hogy terhes. Janae vigasztalja a még mindig depressziós Sosót. Bayley, aki még mindig bűnhődni akar a tettéért, öngyilkos próbál lenni, de ennek érdekében csak ételfestéket iszik, ami nem is mérgező. Frieda beavatja a kis titkába pár rabtársát, ezalatt Taystee kiáll a sajtó elé, és teátrálisan felgyújtja a kapott csomagokat. Visszaemlékezésekben láthatjuk, hogy a nevelőszülőknél élt Taystee amint nagykorúvá vált, megtudta, hogy ki az igazi anyja. Keserűen kell megtudnia, hogy az anyja, aki 15 éves korában dobta őt el, most egy férfival és a féltestvérével él együtt, akik nem is tudnak róla, és a nő nem is szeretné, hogy velük éljen. |     |                                                                       |                    |                                                |                                 |
| 59. | 7.  | Teljes bozont, fél Snickers (Full Bush, Half Snickers)                | Uta Briesewitz     | Anthony Natoli                                 | 2017. június 9. 2017. június 9. |
| Suzanne elkezd bekattanni, ezéert Cindy arra utasítja a börtönőröket, hogy takarítsanak ki és foglalják le valamivel őt. Poussey barátai szeretnének valami igazán jó megemlékezést tartani az emlékére, Sosónak eszébe jut, hogy a könyvtár könyveit kellene a börtön különféle pontjain elhelyezni. Taystee-nek eleinte kifogása van az egésszel szemben, majd bocsánatot kér Sosótól. Mikor Morello nagy nyilvánosság előtt jelenti be, hogy terhes, Vince elmenekül a börtön elől.Red és Blanca azt tervezik, hogy Piscatella gyilkossági ügyét kiteregetik, ennek érdekében be akarják csalni a börtönbe a férfit Humphrey telefonjával. Red nem tudja feloldani a telefonzárat, ezért levágja Humphrey ujjbegyét, hogy az ujjlenyomatát használhassa. Linda lefekszik Big Boo-val. Az elítéltek egy része kávézót nyit, Angie és Leanne azonban megcsapolják a készleteket, és ez újabb balhéba torkollik. |     |                                                                       |                    |                                                |                                 |
| 60. | 8.  | Vonat elé kötözve (Tied to the Tracks)                                | Michael Trim       | Carolina Paiz                                  | 2017. június 9. 2017. június 9. |
| Red és Blanca végre üzenetet küldenek Piscatellának, Humphrey nevében, azt javasolva, hogy törjön be éjszaka, az egyik ablakon keresztül. Piscatella eljuttatja ezt az információt a különleges egységeknek, de ők nem is foglalkoznak vele. Aleida és Judy King egy műsorban szerepelnek, ahol Judy King elmondja, hogy Humphreyt az ő lánya lőtte meg. Ennek a híre eljut a különleges egységhez is, akik piszkálni kezdik emiatt Piscatellát, és neki is leesik, hogy az üzenetet valószínűleg más írhatta. Gloria megtudja, hogy a fia az intenzív osztályon van, miután agyba-főbe verték. Figueroa visszatér a börtönbe, hogy az MCC nevében tárgyaljon a rabokkal. Ő is megtudja, hogy mi történt Humphreyval, ezért közli, hogy amnesztiáról szó sem lehet. A többiek úgy döntenek, hogy ebben az esetben be kell áldozniuk Dayát, aki előtte felhívja Mendez anyját, és arra kéri, hogy viselje gondját a gyerekének. Arra is megkéri, hogy ha felnő a gyerek, hagyjon neki egy kis teret, ne járjon úgy, mint ő gyerekkorában. Ezalatt Piscatella előbb megírja Humphrey telefonjára, hogy nem fog behatolni, végül aztán az éjszaka közepén titokban mégis így tesz. Visszaemlékezésekben láthatjuk, ahogy a 14 éves Daya inkább egy olyan fiú társaságát keresi, aki az anyjának is megfelel, ahelyett, hogy azzal lenne, aki odáig van érte. Végül aztán mindkét fiú visszautasítja őt. |     |                                                                       |                    |                                                |                                 |
| 61. | 9.  | Kutyaszorítóban (The Tightening)                                      | Erin Feeley        | Jordan Harrison                                | 2017. június 9. 2017. június 9. |
| Redre, aki éppen kifelé jön kábítószeres állapotából, Nicky vigyáz, aki azt hiszi, hogy amiket Piscatelláról mond, csak a hallucinációi. Közben Piscatella akcióba lép, és először Blancát ártalmatlanítja, majd szépen lassan egyesével ejti foglyul a nőket, köztük Nickyt és Big Boo-t is. Gloria könyörög Caputónak, hogy segítsen, hogy láthassa a fiát, de Caputo azt mondja, hogy addig nem tud segíteni, amíg túszok vannak a birtokukban. Caputót időközben szabadon engedi Taystee, hogy segítsen nekik tárgyalni Figueroával. Morello, akit bántólag érintett Nicky megjegyzése, hogy csak képzeli a terhességét, azt mondja Suzanne-nak, hogy ne szedje tovább a gyógyszereit. Red megtalálja Frieda titkos térképét a rejtekhelyhez, útközben pedig felfedezi, hogy Piscatella hol őrzi a foglyokat. Miközben megpróbálja kimenteni őket, megérkezik a férfi is. Visszaemlékezésekben látható, hogy az 1970-es években Red gyári munkásnőként dolgozik a Szovjetunióban. Lázadó barátnője, Nagyezsda váratlanul eltűnik, korábbi fiúja, Dimitrij (akit azért dobott, mert túl karót nyelt volt) pedig azért keresi meg, hogy hazudja azt, hogy zsidó, mert akkor sikeresen tud emigrálni az Egyesült Államokba. |     |                                                                       |                    |                                                |                                 |
| 62. | 10. | Midász érintése (csak fordítva) (The Reverse Midas Touch)             | Laura Prepon       | Rebecca Angelo és Lauren Schuker Blum          | 2017. június 9. 2017. június 9. |
| Piscatella egy helyiségben tartja a foglyait megkötözve. Rednek kitépi a haját és brutális módon eltöri Alex karját is. Pipernek sikerül letépni a szájáról a ragasztószalagot és segítségért kiáltani, amit meghallanak Friedáék. Lecsalják magukhoz Piscatellát, akit egy altatólövedék segítségével ártalmatlanítanak. Gloria megpróbálja kiszabadítani a túszokat, sikertelenül. Maureent, aki még mindig nagyon rossz állapotban van, a fürdőben találja meg Suzanne, aki azonnal a gyengélkedőre viszi. A gyógyszerszedés hiányában egyre pszichotikusabb állapotban lévő Suzanne megtalálja Humphrey holttestét. Visszaemlékezésekben láthatjuk, hogy korábbi állásában Piscatella viszonyt kezdett egy férfi elítélttel. Mikor egy másik elítélt erre rájön, az illetőt brutálisan bántalmazzák. Mikor Piscatella ezt megtudja, a férfit odabilincseli a zuhanyzóhoz, majd addig folyatja rá a tűzforró vizet, amíg meg nem hal. |     |                                                                       |                    |                                                |                                 |
| 63. | 11. | Áttörni a farostplafont (Breaking the Fiberboard Ceiling)             | Wendey Stanzler    | Lauren Morelli                                 | 2017. június 9. 2017. június 9. |
| Piscatellát Frieda bunkerébe viszik és ide mennek át a túszok is. Kiderül, hogy Gina készített egy videót arról, ahogy a férfi eltöri Alex karját, és ezt fel is töltik az internetre. Gloria, aki egyre kétségbeesettebb, most azt találja ki, hogy különféle okokból egyesével viszi ki a túszokat az udvari mobilvécékbe. Miközben Figuerolával tárgyal, Taystee felfedezi, hogy egész jó ügyvéd lehetne belőle. Big Boo megdöbben, amikor talál egy képet Lindáról és Caputóról. Suzanne elkezd őrjöngeni, Morello viszont továbbra sem ad neki gyógyszert. Cindy lítiumot ad neki, mert úgy gondolja, az majd megoldja a gondokat. Morello terhességi tesztet csinál és meggyőződik róla, hogy tényleg terhes. Miután a fiát a távollétében is elkezdik megműteni, Gloria elmondja a tervét Mariának. Maria viszont úgy dönt, hogy a tervet a saját céljai érdekében használja (mert szeretné látni a saját gyerekét), ezért lyukat vág a kerítésen, amelyen keresztül megszöknek a túszok. Gloria ezt látva teljesen összeomlik és megpróbál ő is megszökni a lyukon át, de a többiek visszafogják. |     |                                                                       |                    |                                                |                                 |
| 64. | 12. | A tetoválás (Tattoo You)                                              | Mark A. Burley     | Tara Herrmann és Carolina Paiz                 | 2017. június 9. 2017. június 9. |
| Az MCC egész elfogadható alkut kínál a raboknak, Taystee mégsem hajlandó ezt elfogadni, ugyanis a szerinte legfontosabb dolog - Bayley felelősségre vonása Poussey haláláért - nincs benne. A túszokat, Luschek kivételével az MCC menedzsmentjéhez viszi Maria. Mivel nem Taystee volt az, aki az alku keretein belül elengedte őket, ezért az MCC úgy dönt, beküldi a különleges rendőri egységet, hogy vessen véget a lázadásnak. Morello megmutat több pozitív terhességi tesztet is Nickynek, aki végre hisz neki, és ezután még Vince-t is felhívja, hogy meggyőzze, vállalja a kapcsolatukat és a gyereket. Pennsatucky megszökik a lyukon keresztül és egyenesen az őrök lakrészébe megy, ahol jól belakmározik. Bayley elutazik Poussey apjához, hogy bocsánatot kérjen, aki ezt nem fogadja el, azt mondva, hogy a férfi számára az a legnagyobb büntetés, hogy a bűntudattal kell együtt élnie egész életében. Bayley ezután nem megy haza, hanem egy ismeretlen helyre indul. Frieda bunkerében Piper megkéri Alex kezét, aki igent mond. Mikor Taystee rájön, hogy nincsenek meg a túszok, beszélni akar a rendőrökkel, de késő, mert azok megrohamozzák a börtönt. Visszaemlékezésekben látható, hogy Piper és Larry tetoválásokat készíttetnek maguknak. Később Piper részegen felhívja Alexet, és közli vele, hogy csak ő jár az eszében. |     |                                                                       |                    |                                                |                                 |
| 65. | 13. | Viharos hangulat (Storm-y Weather)                                    | Jesse Peretz       | Lauren Morelli                                 | 2017. június 9. 2017. június 9. |
| A különleges egység lerohanja a börtönt, és mindenkit, akit találnak, megbilincselnek és kirángatnak az épületből. Mikor megtalálják Humphrey holttestét, a direktíva már az lesz, hogy bármilyen szükséges eszközt használhatnak az ellenállás legyűrése érdekében. Cindy és Taystee pánikba esnek, mert Suzanne eszméletlen a lítiumtól. Nicky segít nekik, mindhármukkal lemennek Frieda bunkerébe, ahol Suzanne-t egy adrenalin-injekcióval térítik magához. Angie és Leanne elégetik az elítéltek kartonjait, abban a reményben, hogy így minden feljegyzésük törlődik. A fehér fajgyűlölők nem adják meg magukat, hanem elbarikádozzák a szobájukat és rátámadnak a rendőrökre, akik csak nehezen tudják őket ártalmatlanítani. Végül mindenkit az udvarra hurcolnak, ahol a hozzátartozóik és a sajtó is látják őket. Maritza és Flaca örülnek, mert ott vannak a rajongóik is, Morellóért pedig eljött Vince, Maria pedig láthatja a lányát. Még az is kiderül, hogy Gloria fiának sikeres volt a műtétje. Linda hiába próbálja jelezni, hogy ő nem rab, hanem az MCC-től van, a többi elítélt miatt nem hisznek neki. Az akció végeztével tíz elítélttel még mindig kevesebb van. Caputo tájékoztatja a rendőröket a medencéről, amit Figueroa nem töltetett fel. A rendőrök azt feltételezik, hogy valamiféle ellentámadásra készülnek onnan, és figyelmeztetik Caputót, hogy a kormányzó hozzájárult, hogy bármilyen eszközzel felléphetnek. Ezalatt Pennsatucky és Coates találkoznak az őrök szállásán. Taystee megdöbben, amikor meglátja a megkötözött Piscatellát. Le akarja őt lőni Poussey halála miatt, de képtelen megtenni, és összeomlik. Red váratlanul elengedi Piscatellát, aki elsétál, ám amint kilép az ajtón, egy tapasztalatlan rendőr agyonlövi, mert nem ismeri fel a füstgránátok miatt. Miközben leszáll az éj, az elítéltekért buszok jönnek, hogy elszállítsák őket. Maritzát és Flacát elválasztják egymástól, a bunkerben pedig a tíz hátramaradt elítélt csendben várja, hogy jöjjenek el értük a rendőrök. |     |                                                                       |                    |                                                |                                 |

### Hatodik évad (2018)
| Sor. | Év. | Cím                                                | Rendező            | Író                   | Premier                           |
| --- | --- | -------------------------------------------------- | ------------------ | --------------------- | --------------------------------- |
| 66. | 1.  | Ki tudhatná nálam jobban (Who Knows Better Than I) | Michael Trim       | Jenji Kohan           | 2018. július 27. 2018. július 27. |
| Suzanne hallucinál, miközben visszaállítják a gyógyszerezését. Ő az első, akit kihallgatnak az elmúlt napok eseményei kapcsán. Azokat, akiket lent találtak a bunkerben, a litchfieldi szigorított börtönben helyezik el, ahol az őrök és a rabtársak abúzusait kénytelenek elviselni. Frieda megpróbál öngyilkos lenni, miközben családja védelmében Red összetűzésbe keveredik a cellatársával, Murphyvel, akit mindenki csak Badison (eredeti angol és a felirat szerinti név, míg a szinkronban Genyason szerepel) gúnynéven emleget. Piper kétségbeesetten próbálja megtalálni Alexet, főleg azután, hogy meghallja, hogy egy rab is meghalt az események során. Gloria rátámad Mariára, de megbilincselik, ezután az őrök arra kényszerítik őket, hogy csókolózzanak. Taysteet felkeresi egykori barátja, Tamika, aki most már börtönőr. Visszaemlékezésben láthatjuk, hogy Suzanne és Cindy elrejtőznek a bunker ostromakor, és a saját szemükkel látják, ahogy az egyik rohamrendőr úgy rendezi Piscatella halálát, mintha az egyik fegyenc ölte volna meg őt. A buszon Red kitalál egy sztorit mindannyiuknak: azt, hogy Piscatella vitte le oda őket túszként. Suzanne őrjöngeni kezd a hazugság miatt, de Cindy megmondja neki, hogy máskülönben a börtönőrök meg is ölnék őket. |     |                                                    |                    |                       |                                   |
| 67. | 2.  | Borul a bili (Sh*tstorm Coming)                    | Mark A. Burley     | Brian Chamberlayne    | 2018. július 27. 2018. július 27. |
| A börtönlázadás ügyében nyomozókat kész helyzet elé állítják: két gyilkost és a lázadás három vezetőjét kell prezentálniuk egy héten belül. Daya vádalkut köt Humphrey meggyilkolása kapcsán, miközben Taystee egyre inkább az arca lesz az egész lázadásnak. Cindy megpróbálja figyelmeztetni Taystee-t, hogy bűnbakot akarnak belőle faragni, sikertelenül, sőt amikor rájön, hogy az ujjlenyomatuk ott volt Piscatella fegyverén, inkább Taystee ellen fordul, csak hogy magát mentse. Gloria eközben Mariát nevezi meg, mint a lázadás kitervelőjét, és arra akarja rábírni Blancát, hogy mondja ő is ugyanezt. Maria hiába próbál védekezni, Gloria történetét az MCC is alátámasztja. Piper összebarátkozik az új cellatársával, Beth-szel, akiről azonban kiderül, hogy megölte a gyerekeit. Caputót felfüggesztik, aki emiatt depressziós lesz. Megkeresi Figueroát, aki jelenleg a helyére lépett. Dixon egy kirándulásra hívja Coates-t, nem is sejtve, hogy Pennsatucky ott lapul a csomagtartóban. Visszaemlékezésekben láthatjuk Cindy tinédzserterhességét, majd hogy hogyan passzolta le a saját gyerekét az anyjának. |     |                                                    |                    |                       |                                   |
| 68. | 3.  | A sárga sampon (Look Out for Number One)           | Erin Feeley        | Hilary Weisman Graham | 2018. július 27. 2018. július 27. |
| Lindát végre felismerik egy clevelandi börtönben. Perrel fenyegetőzik, ennek hatására inkább előléptetik alelnökké. Red a kihallgatása során tudja meg, hogy mi történt Piscatellával, de nem tudja értesíteni a többieket, ráadásul Piper félreérti őt és azt hiszi, hogy Alex halt meg. Nickyt lopási és kábítószerterjesztési vádakkal zsarolják meg, hogy elérjék, valljon Red ellen. Frieda megtalálja Cindy cetlijét, és bolondnak tetteti magát. Ezért aztán a B-blokkba viszik, az idősek és a bolondok közé, ahol már ott van Suzanne is. Kiderülnek a börtönön belüli viszonyok: a D-blokk vezetője Barbara, a C-blokké Carol, akik testvérek, de évtizedek óta gyűlölik egymást és háborúban állnak egymással. Miután Dayát brutálisan megveri egy fegyőr, a cellatársa, Apu oxikodont ad neki. Visszaemlékezésekben láthatjuk, hogy az 1980-as években Frieda volt az, aki Barbarát és Carolt szembeállította egymással. Miközben a testvérek összeverekedtek a kickballpályán, Frieda felnyomta az egyik őrnél Carolt, hogy csempészett holmijai vannak, és ezért átkerült enyhébb fokozatra. |     |                                                    |                    |                       |                                   |
| 69. | 4.  | Én vagyok a beszélő szamár (I'm the Talking Ass)   | Phil Abraham       | Tami Sagher           | 2018. július 27. 2018. július 27. |
| Blake, Luschek és McCullough visszatérnek a munkába, de McCullough poszttraumás stressztől szenved. Őket is beszervezi a többi őr az úgynevezett "fantázia elítélt" játékba, ahol pontokat lehet kapni a rabok viselkedése, sérülései, netán halála után. Alex visszatér és újra találkozik Piperrel. Kiderül, hogy Maureen volt az a rab, aki meghalt a lázadás során. Coates, Dixon és Pennsatucky egy vidámparkban töltik a napjukat. Aleida nehezen találja a helyét a börtönön kívül, és MLM-es terjesztőhálózat útján kezd el diétás shake-eket árulni. Miután megtudja, hogy őt gyanúsítják Piscatella meggyilkolásával, Taystee beszélni akar Caputóval. Nicky elmondja Rednek, hogy mivel zsarolják őt, Red pedig áldását adja, hogy nyugodtan valljon ellene. Visszaemlékezésekben láthatjuk, hogy Nicky önző elvált szülei hogyan javítgatják a szövegét, amit a bar mitzvója alkalmából kell elmondania. A beszéd során aztán Nicky inkább egy sajátot mond el, amiben Bálám szamara inspirálta őt, elkezdi sértegetni Istent a holokauszt miatt, a szüleit az elhanyagolásáért, magát pedig a szamárhoz hasonlítja, aki a bántalmazás után kiáll magáért. |     |                                                    |                    |                       |                                   |
| 70. | 5.  | A szívatás (Mischief Mischief)                     | Andrew McCarthy    | Anthony Natoli        | 2018. július 27. 2018. július 27. |
| Luschek vezeti a "fantázia elítélt" megnyitóját, és ő lesz a játékmester is. Copeland meg is szerzi az első pontjait, amikor verekedést provokál ki Piper és Maria közt. A békesség érdekében Alex segít Badisonnak. Apu arra utasítja a D-blokkban lévő embereit, hogy engedjenek szét patkányokat a sajtcsomagolóban azért, hogy kirúgják onnan a C-blokkosokat és övék legyen a hely. Blanca elárulja, hogy Maria engedte ki a túszokat a lázadás során, ezzel megakadályozva, hogy a nő bármelyik bandához csatlakozhasson. Később valaki megpróbálja belefojtani Mariát a vécébe. Frieda, aki attól fél, hogy valaki a B-blokkban az életére fog törni, Suzanne cellatársa lesz. Linda megzsarolja Caputót, aki így kénytelen lenne Missouriba költözni, hogy ott dolgozzon. Emellett hajtóvadászatot indít, mikor kiderül számára is, hogy egy rab hiányzik. Ez az egy rab Pennsatucky, aki éppen Coates-szal táborozik a kanadai határ közelében a hegyekben. Mikor felszínre tör Coates agressziója, Pennsatucky úgy dönt, inkább feladja magát. |     |                                                    |                    |                       |                                   |
| 71. | 6.  | Az anyaméh gondjai (State of the Uterus)           | Constantine Makris | Merritt Tierce        | 2018. július 27. 2018. július 27. |
| Apu patkányos trükkje azzal jár együtt, hogy a sajtcsomagoló részleget bezárják, az egyik őr, Hellman pedig ezzel elveszti a kábítószer-terjesztő útvonalát a börtönön belül. Badison bosszúból arra kötelezi a mosodában dolgozó rabokat, hogy rászarjanak a D-blokkosok ruháira. Apu eközben a C-blokk ellen hergel, őket téve felelőssé az ellátmányuk csökkenéséért. Közben Daya és Apu is egymásra találnak. Luschek lesz a felelőse a börtönön belül a rekreációs programoknak. Rádióműsort indít a rabokkal, amelynek műsorvezetői Flaca és Cindy lesznek. Gloria aggódik, hogy közeledik a menopauzája, Blanca pedig megtudja, hogy csökkent a termékenysége. Red alkut köt: magára vállalja, hogy ő robbantotta ki a lázadást, cserébe elkerüli a súlyosabb vádakat. Ebben Taystee is bűnösnek vallja magát, de azt tagadja, hogy bárkit is megölt volna. Segítségére van az Amerikai Polgárjogi Unió és a Black Lives Matter mozgalom, akik elérik, hogy ne kelljen magánzárkában raboskodnia. Piper börtönesküvőt kér Alextől. Aleida meglátogatja a nevelésbe vett gyerekeit, és kénytelen rájönni, hogy egyikőjük sem érdeklődik iránta. Visszaemlékezésekben láthatjuk, hogy Apu egy escortlány-szolgáltatást működtetett sikeres latinó üzletembereknek. Amikor az egyik lány meghal, Apu eltussolja az ügyet, és egy másik lányt ajánl a kliensnek. |     |                                                    |                    |                       |                                   |
| 72. | 7.  | Változó szelek (Changing Winds)                    | Andrew McCarthy    | Heather Jeng Bladt    | 2018. július 27. 2018. július 27. |
| Carol megfeddi Badisont is azért, amiért elvesztették a jól működő pozíciójukat a börtönön belül. Ezután Badison Alexszel beszél majd megpróbálja rászedni Luscheket, hogy csempésszen be nekik mobiltelefonokat. Alex nem akar ebben részt venni, mégis kénytelen lesz, amikor Apu emberei az udvaron megtámadják Badisont, ő pedig az utolsó pillanatban átad neki egy készüléket. Daya ellopja Barbara holmiját, ami beindítja Aput, és egymásnak esnek. Taystee rajongói leveleket kap, amiket az őrök visszatartanak. Suzanne újra találkozik Taysteevel és Cindyvel, de nem tudja, hogyan viselkedjen a jelenlétükben, az ismert események okán. Mariát kiengedik a pszichiátriai szárnyról. Pennsatucky megzsarolja Lindát azzal, amit tud róla, hogy intézzen el neki egy helyet a B-blokkban a magánzárka helyett. Caputo, aki készül elhagyni a várost, végre egy igazi randevúra megy Figueroával. Piper a könyvtárban régi fényképeket talál, még abból az időszakból, amikor nem mérgezte viszály a börtönblokkokat.Elhatározza, hogy újra békét teremt, méghozzá a kickball segítségével. Visszaemlékezésekben láthatjuk, hogy az iskolában állandóan piszkálták Badisont, aki emiatt dührohamot kap. Szülei elküldik egy problémás gyerekekkel foglalkozó táborba, ahol először ugyanúgy sértegetik, de aztán rájön, hogy népszerű lehet, ha kipécézi magának a leggyengébbet. |     |                                                    |                    |                       |                                   |
| 73. | 8.  | Egy pár Gordon (Gordons)                           | Sian Heder         | Vera Santamaria       | 2018. július 27. 2018. július 27. |
| Egy ellenőrzéskor Alex elrejti a telefont, és bár szeretne kimaradni a dolgokból, ügyessége miatt felkelti a többiek figyelmét. Gloria segít Luscheknek a gyenge aerobic-órát feljavítani, Piper pedig eléri nála, hogy újra lehessen kickballt játszani. Apu arra kéri dayát, hogy szerezzen drogot a C-blokkban lévő barátaitól. Blanca, aki kétségbeesetten szeretne gyereket vállalni, elvállalja, hogy segít, ha cserébe Daya segít neki bejuttatni Diablo spermával teli óvszerét a látogatói beszélőről. A műveletet észreveszik a C-blokkból és Dayát alaposan megverik, de még így is képes szerezni pár tablettát. Ugyanez a banda körbeveszi Blancát és Nickyt is, amikor az utóbbi próbálja mesterségesen megtermékenyíteni Blancát. Red bosszút forral Frieda ellen, ezért Carol szövetségeséül ajánlkozik. Aleidát az egyik börtönőr, Hopper randira hívja, ezért abbahagyja az árusítást. Egy tévéinterjúban taystee megemlíti, hogy mit kell kiállnia a raboknak a börtönőröktől. Visszaemlékezésekben láthatjuk, hogy Tamika és Taystee fiatalabb korukban együtt dolgoztak egy gyorsétteremben. Miközben be vannak tépve, egy rabló el akarja vinni az aznapi bevételt, de Taystee gyorsan kibeszéli magát a helyzetből, és a rabló végül a cipőjét viszi csak el. Utóbb elmondja, hogy azért csinálta ezt, mert bódult állapotban nem akarta kihívni a rendőröket. |     |                                                    |                    |                       |                                   |
| 74. | 9.  | Szakad a húr (Break the String)                    | Nick Sandow        | Kirsa Rein            | 2018. július 27. 2018. július 27. |
| Luscheknek erekciója támad Gloriától az aerobic-órán, amire Cirkónia irigy lesz. Ezért aztán azt hazudja Badisonnak, hogy Gloria ellene akarja fordítani Luscheket - válaszul Badison megfenyegeti Gloriát, hogy még egyszer ne merjen órára jönni. Apu pszichoaktív anyagot ad Barbarának, amitől teljesen megbolondul, és végül a gyengélkedőn köt ki. Ott összebarátkozik Nickyvel, aki meggyőzi, hogy le kell jönnie a kábítószerről. Red újra felveszi a kapcsolatot a családjával, és megtudja, hogy a férjének viszonya van. Ettől teljesen begőzöl, és nyíltan elkezdi keresni Carol társaságát. Közben Carol megadja az engedélyt Pipernek, hogy kickballcsapatot indítson. Caputót meghallgatják Taystee pere előtt, és kénytelen beismerni, hogy a nő tényleg betörte az orrát. Ezután ott helyben fel is mond. Cindyt mardossa a bűntudat, de képtelen elmondani az igazat Taystee-nek. Aleida nem hajlandó drogot csempészni Dayának, ám időközben kilakoltatják őt és kénytelen összeköltözni Hopperrel. |     |                                                    |                    |                       |                                   |
| 75. | 10. | A csokis dugi shake (Chocolate Chip Nookie)        | Ludovic Littee     | Carolina Paiz         | 2018. július 27. 2018. július 27. |
| Aleida Hoppert használja fel, hogy bejuttassa a börtönbe a drogot, méghozzá úgy, hogy a diétás shake-jei dobozába rejti azokat, az őr tudta nélkül. Amikor azonban feltűnik neki a súlykülönbség, Hopper felfedezi, hogy mit csinálnak a segítségével. Mivel a "fantázia elítélt" játék eléggé leült, Luschek támogatni kezdi, hogy a blokkok között induljon egy kickball-bajnokság. A C-blokk Pipert választja kapitánynak Badison ellenében. Gloriát továbbra is zaklatják, ezért áthelyezik a D-blokkba. Barbara eléri a 30 tiszta napot, ezután pedig azt kezdi el tervezgetni, hogy megöli Carolt, mert őt tette felelőssé a drogos állapotáért. Cindy névtelenül felhívja Caputót, azt sugalmazva, hogy Taystee ügyéhez köze lehet egy rohamrendőrnek is. Caputo meg is keresi őt, de a férfi elhajtja. Figueroa arra kéri, hogy inkább dolgozzon a reklámkampányukon. Frieda bocsánatot kér Suzanne-tól, amiért kihasználja őt és elmondja neki, mi áll a blokkok viszálykodásának hátterében. Visszaemlékezésekben láthatjuk, hogy 1982-ben Barb és Carol, akik testvérek, megölik a húgukat, mert a sikeres tornászkarrierje miatt el kellene költözniük a városból. A köztük fennálló ellenségeskedés pedig egy történettel kezdődött, amire mindketten úgy emlékeznek, hogy velük történt meg, és a másikat vádolják hazugsággal. |     |                                                    |                    |                       |                                   |
| 76. | 11. | Ez hamar eldurvult (Well This Took a Dark Turn)    | Laura Prepon       | Anthony Natoli        | 2018. július 27. 2018. július 27. |
| Hopper felháborodottan vonja kérdőre Aleidát, de végül úgy dönt, inkább kollaborál vele. Piper komoly edzéseket tart, amelyek során Badison el is hányja magát. Bosszúból azt tervezi, hogy drogot csempész Piper ruhájába, hogy ezért meghosszabbítsák a büntetését, de nem jár sikerrel. Frieda rájön, hogy egy jómódú rabot, Gladyst lefizetett Carol, hogy ölje meg őt, ezért aztán megvágja a saját karját és Gladysre fogja a dolgot. Barbara elküldi az embereit, hogy végezzenek Carollal és az ő embereivel. Nicky, aki az egészet látta, figyelmeztetni akarja Redet, de egy őr megállítja őt és védőőrizetbe helyezi. Csak nagyon nehezen tudja magát kimagyarázni a többiek előtt. Caputo arra kéri Sophiát, hogy csatlakozzon az MCC ellen indítandó csoportos keresethez, de ő inkább az MCC ajánlatát fogadja el, így hamarabb kiengedik és fájdalomdíjat is fizetnek neki. A vallásos csoportban Maria igyekszik jobb emberré válni, de amikor megtudja, hogy korábban Beth volt az, aki bele akarta őt fojtani a vécébe, nekitámad. Miután felvilágosítják arról, hogy ha megváltoztatja a vallomását, akkor ellene is eljárás indulhat, Cindy mégiscsak Taystee ellen tanúskodik. Hogy pontokat gyűjtsön, Copeland egy cellába zárja Barbarát és Carolt. |     |                                                    |                    |                       |                                   |
| 77. | 12. | Dupla gond (Double Trouble)                        | Clark Johnson      | Hilary Weisman Graham | 2018. július 27. 2018. július 27. |
| Barbara és Carol fegyverszünetet kötnek, hogy aztán a saját blokkjaikban kihirdessék a totális háborút. Caputo meggyőzi Taystee-t, hogy még mindig van esélye megnyerni a pert, ha meggyőzi az esküdteket. Egy kickball-edzés során McCullough-n kijön a poszttraumás stressze, és elveszti az eszét, amikor a rabok reklamálni kezdenek egy labda miatt. Az MCC-t átnevezik PolyCon Corrections-ra. Aley arra kéri Badisont, hogy hagyja békén Pipert, de ő ehelyett Hellman fegyőrt kéri meg arra, hogy a kartonok meghamisításával intézzen el Pipernek még pár évet. Alex úgy dönt, hogy mindenben segít Badisonnakl, ha ez az ára, hogy megvédje Pipert. Hellman a hamis papírokkal éppen Hopperhez megy, nem tudva arról, hogy Piper éppen előtte beszélt neki arról, hogy tudomása van egy belső drogterjesztő hálózatról és a segítségét kéri. Attól félve, hogy Piper túl nagy kockázatot jelent a drogüzelmek során, Hopper inkább megsemmisíti a hamis jelentést, és élve a jogával előreveszi Pipert az újonnan bevezetett rangsorban, ami azt jelenti, hogy már a hét végén szabadul. Gloria besegít Flaca rádióműsorába, hogy figyelmeztethesse Luscheket a közelgő háborúról, de Luscheket az utolsó pillanatban elhívják. Gloria felfedezi a "fantázia elítélt" játék papírjait, amit be akar olvasni a rádióba, de elkapják és magánzárkába viszik. Red arra készül, hogy először találkozhasson az unokáival, ám a folyosón kifelé szembetalálkozik Friedával, akinek nekitámad, ezért az egészből nem lesz semmi.                                                               |     |                                                    |                    |                       |                                   |
| 78. | 13. | Vár a szabadság (Be Free)                          | Nick Sandow        | Brian Chamberlayne    | 2018. július 27. 2018. július 27. |
| Pipert, Sophiát és Blancát kiengedik másnap, éppen a kickball-meccs napján. Nicky gyorsan rögtönöz egy börtönesküvőt Alexnak és Pipernek. Aleida meglátja, hogy Daya teljesen kábult a drogtól, de úgy véli, ez sem nagy ár, ha a többi gyerekének ettől jobb élete lehet. Taystee-t végül mégis bűnösnek találják az esküdtek. Caputo ezen felháborodva kérdőre vonja a rohamrendőrt, aki orrbavágja. Figueroa siet a segítségére, mindent hátrahagyva. Luschek meglátogatja Gloriát, aki felhívja, hogy állítsa meg a harcot. Carol és Barbara közben titokban találkoznak: mint kiderül, az egész háború egy elterelés, hogy ők átszökhessenek a B-blokkba és megölhessék Friedát. A meccs előtt Maria arra kéri McCullough-t, hogy variálhassanak a csapatokon, ennek következtében az egyes csapatokban vegyesen lesznek játékosok a blokkokból. Mikor Badison megadná a jelet a háború kirobbantására, Suzanne egy hatalmasat rúg a labdába, az elítéltek figyelmét pedig ez teljesen elvonja, és inkább játszani kezdenek. Háború hiányában Barbara és Carol egyedül maradnak, újra összevesznek, és ezután meg is ölik egymást, amiért Copeland rengeteg pontot kap a "fantázia elítélt" játékban. Lornánál beindul a szülés. Piper és Sophia találkozhatnak a családtagjaikkal, Blancát azonban azonnal egy új helyre viszik: a PolyCon nyitott egy új börtönrészleget, ahol illegális bevándorlókat tartanak fogva. Visszaemlékezésekben láthatjuk, hogy a történet, ami miatt Barbara és Carol viszálykodása elkezdődött, még csak nem is velük történt meg, hanem egy kolléganőjükkel. |     |                                                    |                    |                       |                                   |

### Hetedik évad (2019)
| Sor. | Év. | Cím                                                 | Rendező            | Író                   | Premier                           |
| --- | --- | --------------------------------------------------- | ------------------ | --------------------- | --------------------------------- |
| 79. | 1.  | A vég kezdete (Beginning of the End)                | Michael Trim       | Jenji Kohan           | 2019. július 26. 2019. július 26. |
| Pipernek nehezen megy a visszailleszkedés a normális életbe. Callel és Nerivel él együtt, ráadásul nemcsak a lakbért kell fizetnie, de a próbaidőnek is vannak bizonyos költségei. Gazdag apja nem hajlandó őt támogatni pénzügyileg. Alex megpróbál megszabadulni Badisontól úgy, hogy telefont csempész a zárkájába. Helyette azonban Taystee találja meg azt, aminek durva összetűzés lesz a vége, és mindketten magánzárkába kerülnek. Míg Badison vissza nem tér, Hellman arra kényszeríti Alexet, hogy vegyen részt helyette a drogterítésben. Aleida gyerekei beköltöznek Hopper házába. Megszületik Lorna fia, Sterling. Apu hűtlensége felháborítja Dayát, aki meg akarja őt leckéztetni, ezért túladagolja a fentanilját, amibe azonban Apu belehal. Visszaemlékezésekben láthatjuk Piper börtön előtti életét. |     |                                                     |                    |                       |                                   |
| 80. | 2.  | Csak desszert (Just Desserts)                       | Andrew McCarthy    | Brian Chamberlayne    | 2019. július 26. 2019. július 26. |
| Maritza, akit nemrég engedtek ki feltételes szabadságra, egy klubban találkozik egy NBA-játékossal. Jobb életben reménykedik, ám egy, a klubban tartott razzia során letartóztatják, mert nincs nála a személyi igazolványa, és a bevándorlók büntetőintézetébe viszik. Piper a jövedelmét bébiszitterkedéssel egészíti ki. Linda kirúgja Figueroát a börtön éléről, Aleida pedig rászedi Hoppert, hogy induljon ő is a meghirdetett pozícióért. Tamika is jelentkezni szeretne, ezért Caputótól kér tanácsokat. Noha eredetileg Hoppert szánta a pozícióba, Lindának imponál Tamika elhivatottsága, ezért őt nevezi ki. McCullough rajtakapja Alexet, ahogy Hellman drogját próbálja eltüntetni. Mikor azonban rájön, hogy még ha jelenti is ezt, az az égvilágon semmit nem fog jelenteni, McCullough ehelyett rákényszeríti Alexet, hogy neki áruljon. Daya eltökéli, hogy betölti az Apu halála után maradt hatalmi űrt. Visszaemlékezésekben láthatjuk, hogy közösítette ki McCullough-t még a hadseregben az összes férfi bajtársa, mert egyikük ellen panaszt tett szexuális zaklatásért. |     |                                                     |                    |                       |                                   |
| 81. | 3.  | A barna az új narancs (And Brown is the New Orange) | Constantine Makris | Vera Santamaria       | 2019. július 26. 2019. július 26. |
| Tamika munkába áll, de nagyot csalódik, amikor megtudja, hogy ez valószínűleg azért van, mert ő fekete. Végül Figueroa azt tanácsolja neki, hogy ha már ebben a pozícióban van, tegyen meg mindent, amit csak akar. Első lépéseként bezáratja a magánzárkákat, Badisont pedig egy missouri börtönbe viteti. Maritza nem tudja semmivel sem igazolni, hogy amerikai állampolgár, a börtönben pedig Blancával is találkozik. Diablo meglátogatja Blancát, de ő sem tud neki segíteni, mert a lejárt zöldkártyája miatt azonnal őrizetbe veszik őt is. Suzanne megkísérli kibékíteni Taystee-t és Cindyt, sikertelenül. Alex lehúzza Hellman drogját a vécén, és azt mondja McCullough-nak, hogy inkább csempésszen be telefontöltőket a börtönbe. Piper elkezd dolgozni az apja cégénél. Red, Gloria, Nicky, Lorna és Flaca arra a konyhára kerülnek munkára, ami mellett Maritza és Blanca is raboskodnak. Visszaemlékezésekben láthatjuk, hogy Blanca együtt ünnepel Diablóval, amiért megkapta a zöldkártyáját. Később segített eltussolni a gázolásos balesetét annak az idős hölgynek, akinek a gondját viselte. |     |                                                     |                    |                       |                                   |
| 82. | 4.  | Az élet iskolája (How to Do Life)                   | Andrew McCarthy    | Merritt Tierce        | 2019. július 26. 2019. július 26. |
| Pipernek nehézségei támadnak a munkájában. Maritza újra találkozik Flacával, aki segít neki és megkeresi a rég nem látott anyját. Csakhogy a nőtől kiderül, hogy Maritza Kolumbiában született, és ezért nincs is amerikai születési anyakönyvi kivonata. Tamika új tanfolyamokat indít a börtönben: Maria és Cindy beiratkoznak a Caputo által tartott resztoratív igazságszolgáltatás órára, míg Pennsatucky egy érettségi vizsgafelkészítőre jelentkezik. Lorna megtudja, hogy Sterling meghalt tüdőgyulladásban, de ezt a hírt képtelen elfogadni, ezért továbbra is úgy tesz, mintha a fia még mindig élne. Taystee öngyilkos akar lenni, ezért először fentanilt kér Dayától, aki nem akar neki adni. Ezt követően fel akarja magát akasztani, de az utolsó pillanatban kihátrál belőle. Visszaemlékezésekben láthatjuk, hogy Gloria New York-ba költözik, a gyerekeit viszont Puerto Ricóban hagyta, azzal, hogy előbb-utóbb úgyis találkoznak. Aztán amikor eljöhetne ennek a lehetősége, ők nem hajlandóak rá, mert haragszanak az anyjukra a döntése miatt. |     |                                                     |                    |                       |                                   |
| 83. | 5.  | Elnyomott kisebbség (Minority Deport)               | Laura Prepon       | Anthony Natoli        | 2019. július 26. 2019. július 26. |
| Aleidát újra letartóztatják, amiért összeverte a lányának a drogdíler barátját. Piper és Cal egy napra elengedik magukat, isznak és be is tépnek. A drogtesztet megpróbálja átverni, de azonnal kiderül a turpisság, ezért a reintegrációs tisztje azonnal drogelvonó terápiára küldeti, hacsak nem akar újra visszakerülni a börtönbe. Red hirtelen egyre feledékenyebb lesz. Taystee jelentkezik Tamika asszisztenséül, amivel az a célja, hogy információkat tudjon meg másokról, amikért cserébe megkaphatja azt a drogot, amire vágyik. Kiderül számára, hogy Cindyt hamarosan szabadon engedik. Blanca eléri, hogy még ne döntsenek az ügyében, hanem majd csak ha ügyvédet szerez magának. Gloria ad egy ingyenes telefonszámot Maritzának, amin keresztül ügyvédet fogadhat magának, csakhogy ő ezt elkezdi továbbosztani, ami felkelti az őrök figyelmét, így soron kívül deportálják Kolumbiába. Visszaemlékezésekben láthatjuk, hogy fiatalkorában Aleida hogyan került különféle férfiak hálójába. |     |                                                     |                    |                       |                                   |
| 84. | 6.  | Kaland a liftben (Trapped in an Elevator)           | Nick Sandow        | Heather Jeng Bladt    | 2019. július 26. 2019. július 26. |
| Maria megdöbben, amikor megtudja, hogy Yadriel és a lánya egy másik nőhöz költöznek. Eleinte dühödten reagál, de aztán, felelevenítve a Caputo óráján tanultakat, rájön, hogy nemcsak ő lehet az áldozat, ezért bocsánatot kér Yadrieltől, amiért nem bízott meg benne, hogy fel tudja nevelni a lányukat. Cindy, akinek közeleg a szabadlábra helyezése, ugyanebből inspirálódva felhívja az anyját. Taystee úgy dönt, bosszút áll Cindyn, ezért egy névtelen levélben megírja Cindy lányának, Monicának, hogy ki az igazi anyja. Alex és McCullough tovább folytatják a csempészést. Linda bezáratja a zártosztályt. Caputo felfedezi, hogy Susan Fischer, az egykori börtönőr, akit ő rúgott ki, most egy MeToo-történettel állt elő, és zaklatóként nevezte meg őt. Visszaemlékezésekben láthatjuk, hogy Maria, aki egy ruhaboltban dolgozott, azt tervezte, hogy elhagyja Yadrielt. Miután letartóztatják őt, mert hamis holmikat árult, ő és Yadriel mégis megerősítik a kapcsolatukat. Bár Maria terhes, lehet, hogy nem is Yadriel az apa. |     |                                                     |                    |                       |                                   |
| 85. | 7.  | Szintén zenész (Me as Well)                         | Ludovic Littee     | Tami Sagher           | 2019. július 26. 2019. július 26. |
| Nicky romantikus kapcsolatra lép Shanival, a bevándorlók részlegén ülő rabbal. Blanca közben Karlával barátkozik össze, aki nem hagyja annyiban a dolgokat, és egy ingyenesen elérhető jogtárból dolgozik, hogy megvédhesse magát a bíróságon. A magányos Piper megofgadja Alex tanácsát, aki azt javasolja neki, hogy feküdjön le másokkal is, de ezzel csak még jobban kezd el vágyakozni Alex után. McCullough megcsókolja Alexet. Pennsatucky megbukik az érettségi próbatesztjén, a tanára szerint azért, mert diszlexiás, ezért segítőt javasol mellé. Caputo megpróbál bocsánatot kérni Fischertől, ami rosszul sül el. Daya visszaszerezteti Taysteevel a telefonjukat. Nicky katatón állapotban találja Redet a hűtőházban. Suzanne eljuttat egy naplót Taystee-nek, amiben leírja, mi történt azon a napon, amikor Piscatella meghalt. Tamika megtalálja, és arra bátorítja Taystee-t, hogy mutassa be az ügyvédjének. Visszaemlékezésekben láthatjuk, hogy Pennsatucky elmegy horgászni az apjával, és mindkettejüknek meggyűlik a baja a diszlexiával. |     |                                                     |                    |                       |                                   |
| 86. | 8.  | Egy tucat meg egy (Baker's Dozen)                   | Nick Sandow        | Kirsa Rein            | 2019. július 26. 2019. július 26. |
| Tamika rengeteg pénzt költ a börtön edukációs programjaira, ami felbőszíti Lindát. Mivel nem tud felvenni újabb segítőket, ezért Taystee-t kéri meg, hogy segítsen Pennsatuckynak a tanulásban. Daya odaadja Taystee-nek a fentanilt, amit ő egy képkeretben rejt el Tamika irodájában, Aleidát visszaviszik a börtönbe, ahol egyből összetűzésbe keveredik a lányával, és kiteszi őt a drogcsempész üzelmekből. Suzanne feladata lesz a börtön új csirkeóljának felügyelete. Nicky kérdőre vonja Redet az állapota miatt, de Red nem hajlandó vele foglalkozni, sőt beszélni se akar vele többé. McCullough és Alex viszonyt kezdenek. Neri elviszi magával Pipert a vadonba egy elvonulásra, ahol megismerkedik Zeldával, akinek elmeséli, hogy börtönben ült, és nehezére esik visszailleszkedni. Visazaemlékezésekben láthatjuk, hogy amikor Red még kapcsolatban állt a maffiával, egy fiatal srác az ő tanácsa miatt halt meg. |     |                                                     |                    |                       |                                   |
| 87. | 9.  | Rejtekhely (The Hidey Hole)                         | Natasha Lyonne     | Hilary Weisman Graham | 2019. július 26. 2019. július 26. |
| Miután Taystee levele célba ér, Cindy családja széthullik. Bár az anyja azt akarja, hogy üljenek le és beszéljék meg hatszemközt a dolgot, Cindy inkább elmenekül, mire az anyja közli, hogy látni sem akarja többé. Dayának új beszállító után kell néznie, és kiszemeli magának az érettségire felkészítő tanárt, Ő nem megy bele semmibe, mire Daya megfenyegeti, ezért a férfi inkább felmond. Karla nem tud részt venni a gyerekeinek a gyámügyi tárgyalásán, hiába jelzi, hogy ott kell lennie. Shani bevallja Nickynek, hogy gyerekkorában szexuális jellegű traumák érték. Piper végre őszintén kezd el beszélni a munkatársnői előtt, és még az apjával is kibékül. Fischer távoltartási végzést kér Caputo ellen. Vince elhagyja Lornát, mert a nő képtelen elfogadni Sterling halálát. A teljesen dezorientált Lorna meg akar szökni a börtönből, ami miatt beindul a riadó. Visszaemlékezésben láthatjuk, hogy miután Lornával szakítanak, véletlenül két barátjának a halálát okozza, amikor tévedésből megdobja az autójukat kővel - ezután pedig semmire sem emlékszik. |     |                                                     |                    |                       |                                   |
| 88. | 10. | A tizenharmadik (The Thirteenth)                    | Erin Feeley        | Merritt Tierce        | 2019. július 26. 2019. július 26. |
| Lornát a csirkeólban találják meg és azonnal a gyengélkedőre viszik. McCullough-ban rémes emlékeket ébreszt fel a riadó, ezért Alex vigasztalja. Lindának is feltűnik a dolog, ezért közli Tamikával, hogy ha ez még egyszer előfordul, kirúgja. Miután Red megvágja magát késsel a konyhában, végre orvoshoz viszik. Kezdődő demenciával diagnosztizálják, és Nickyt nevezi meg, mint akit látni szeretne. Shani rájön, hogy deportálni fogják. Caputo egyik óráján Maria bocsánatot kér Dixon fegyőrtől a megaláztatásért, amit miatta kellett elszenvednie a lázadás alatt. Ezalatt Caputo is rájön, hogy rossz dolgokat tett korábban, ezért felmond. Luschek veszi át az érettségi felkészítőt, ami hatalmas színvonalbeli romlást jelent. Piper és Zelda közös vacsorára mennek Larryvel és Pollyval. Miután Alex felfedezi, hogy van valami Piper és Zelda közt, ő is tovább folytatja kapcsolatát McCullough-val. Visszaemlékezésekben láthatjuk Alex nézőpontjából a Piperrel való kapcsolatának pillanatait. |     |                                                     |                    |                       |                                   |
| 89. | 11. | Isten áldja Amerikát (God Bless America)            | Diego Velasco      | Carolina Paiz         | 2019. július 26. 2019. július 26. |
| Zelda meghívja egy adománygyűjtő rendezvényre Pipert, és nyíltan megmondja neki, hogy többet szeretne tőle. Alexnek bűntudata lesz a hűtlensége miatt, ezért szakít McCullough-val, miközben Piper lefekszik Zeldával. McCullough ezután elmegy Piper házához, ahol rajtakapja Zeldával, majd közli vele, hogy hagyja ott Alexet és lépjen tovább. Maria békét akar kötni Gloriával. Nicky meg akarja akadályozni, hogy Lorna átkerüljön a mentálisan sérülteknek fenntartott B-blokkba. Nicky megtudja Vince-től, hogy mi történt Sterlinggel, eközben Shanit deportálják. Figueroa megtudja, hogy Santost, az egyik rabot megerőszakolták, mikor becsempészték az Államok területére. Megesik rajta a szíve, miután látja, hogy mindenáron el akar vetélni, és senki nem hajlandó neki segíteni, és abortusztablettákat juttat el hozzá. Blanca a bíróságra megy, ahol időt nyer azzal, hogy közli: újranyittatja a büntetőügyét, mert becsapták őt, amikor vádalkut kötöttek vele. Ezzel szemben Karla nem jár sikerrel, és El Salvadorba deportálják őt. Még mielőtt elvinnék, kölcsönkéri Gloria telefonját, hogy elköszönhessen a gyerekeitől - azonban később megtalálják a készüléket. Visszaemlékezésekben láthatjuk, hogy Karla vigasztalja a gyerekeit, akik még mindig gyászolják az apjuk halálát. Shani összetűzésbe keveredett a családjával, mert leszbikus, Santost pedig megerőszakolták, mert nem volt nála elég pénz. |     |                                                     |                    |                       |                                   |
| 90. | 12. | A nagy ház (The Big House)                          | Phil Abraham       | Brian Chamberlayne    | 2019. július 26. 2019. július 26. |
| Az őrök megkezdik a rabok kihallgatását a telefonnal kapcsolatosan. Bár közeledne a szabadlábra helyezésének az időpontja, Gloria bevallja, hogy az övé. Taystee csalódottan veszi tudomásul, hogy az ügyvédje szerint nem használható fel az ügyében bizonyítékként a napló, amit Suzanne írt. Legfeljebb Cindy segíthetne, ha visszavonná a vallomását, de őt sehol nem találják. Ennek hatására Taystee úgy dönt, öngyilkos lesz a fentanillal. Nicky végül elismeri, hogy Lornának segítségre van szüksége, és hagyja, hogy a barátnőjét átszállítsák. Daya bosszút áll az anyján, ezért úgy intézi, hogy rajtakapják Aleidát és Hoppert, miközben szexelnek, és ezért Hoppert ki is rúgják. McCullough elmondja Alexnek, hogy Piper másvalakivel van. Alex a következő látogatáskor kérdőre is vonja Pipert: ő közli, hogy nem érez semmit McCullough iránt, Piper viszont bevallja, hogy érez valamit Zelda iránt. McCullough eléri, hogy Alexet szállítsák át egy ohiói börtönbe, hogy mindannyiuktól messze legyen. Az érettségi vizsgán Luschek hanyagságából Pennsatucky nem kap plusz időt a diszlexiája miatt a feladatokra. Mivel azt hiszi, hogy megbukott, csalódottságában fentanilt fogyaszt Daya bandájával. Később Taystee talál rá, eszméletlen állapotban. Visszaemlékezésben láthatjuk, hogy Taystee a korábbi kiszabadulását követően nem maradhat a korábbi lakóhelyén. Ezalatt Poussey hívja őt fel a börtönből és egy érzelmes párbeszédet folytatnak. |     |                                                     |                    |                       |                                   |
| 91. | 13. | Itt a vége (Here's Where We Get Off)                | Mark A. Burley     | Jenji Kohan           | 2019. július 26. 2019. július 26. |
| Pennsatucky meghal drogtúladagolásban, Taystee pedig rájön, hogy igazából sikeresen teljesítette az érettségi vizsgát. Suzanne, aki sokáig a szobatársa volt, egy megemlékezést szervez a B-blokkban. Zelda megkéri Pipert, hogy tartson vele Northamptonba, ezzel egyidejűleg Piper megtudja Alextől, hogy át fogják helyezni Ohióba. Alex arra kéri Pipert, hogy szakítsanak, mert így csak az útjában áll Piper új életének. A tépelődő Piper végül Larrytől kap tanácsot: tegyen úgy, ahogy az új Piper tenné. Luschek magára vállalja a telefonok becsempészésének ügyét, emiatt őt kirúgják, Gloriával szemben viszont megszüntetik az eljárást. Taystee visszaviszi Dayának a nála lévő fentanilt. Mikor Aleida megtudja, hogy Daya az egyik lányát használja fel a drogterjesztéshez, dühödten nekiesik. A hajléktalan Cindy végre összeszedi a bátorságát, és leül tisztázni a dolgokat a lányával és az anyjával. Redet átszállítják a B-blokkba, ahol találkozik Lornával és Friedával is, akit először nem ismer fel. Caputo és Figueroa elhatározzák, hogy örökbefogadnak egy gyereket. Karla megpróbál visszajutni egy embercsempésszel az Egyesült Államokba, de útközben megsérül, és ezért otthagyják a sivatagban egyedül. Mikor az egyik tyúktól előkerül egy adag rejtegetett drog, Linda ott helyben kirúgja Tamikát, és a helyére Hellmant nevezi ki. Az epizód végén láthatjuk az egyes karakterek sorsát. Alexet végül átszállítják Ohióba, ahol több régi ismerős is ott van: Big Boo, Anita, Yoga Jones, Gina, Norma, Leanne, Angie, Janae, Alison, Sankey és Soso. Nicky, átváve Red helyét, egyfajta anyafigura lesz a rabok szemében. Flaca továbbra is segít a deportálásra váró raboknak. Gloriát kiengedik a börtönből és végre találkozik a gyerekeivel. Maria találkozhat a beszélőn a lányával és mesélhet is neki. Blanca megnyeri a perét, és Hondurasba utazik, hogy együtt lehessenek Diablóval. Mendez, aki letöltötte a büntetését, egyedül neveli Daya lányát. Suzanne és Judy King segítségével, aki nemrég könyvet írt börtöntapasztalatairól, Taystee létrehozza a Poussey Washington Alapot, hogy a frissen szabadult elítélteket támogassák pénzügyileg az újrakezdésben. Piper úgy dönt, hogy Alexet választja, és ezért Ohióba költözik, új életet kezd, és várja Alex szabadulását. Az epizód végén a valóságban is létező Poussey Washington Alap hirdetése látható, valamint a stáblista alatt az egyes szereplők elköszönése. |     |                                                     |                    |                       |                                   |